# Österreichischer Lloyd

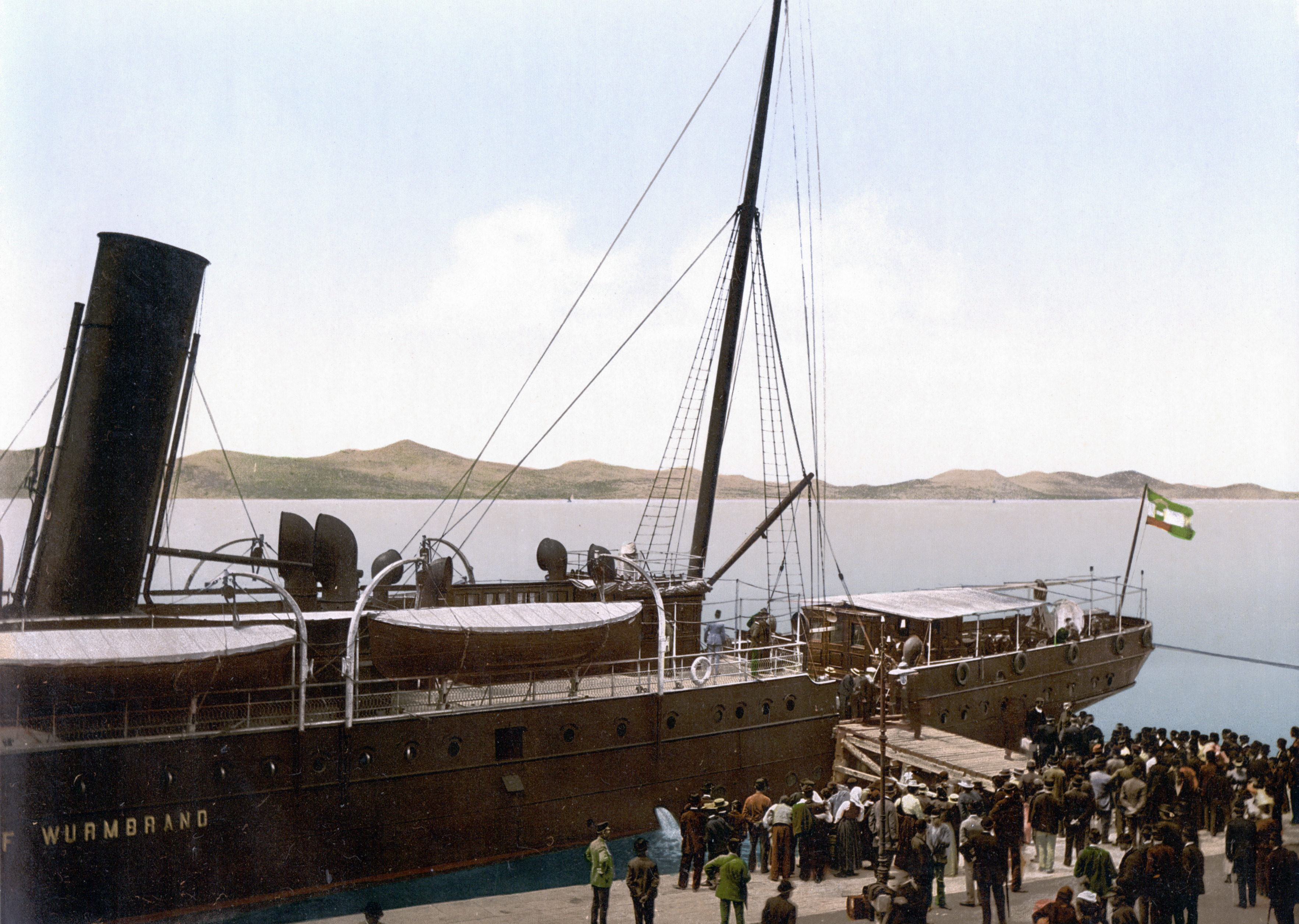
Der Dampfer Graf Wurmbrand im Hafen von Zadar (um 1900)

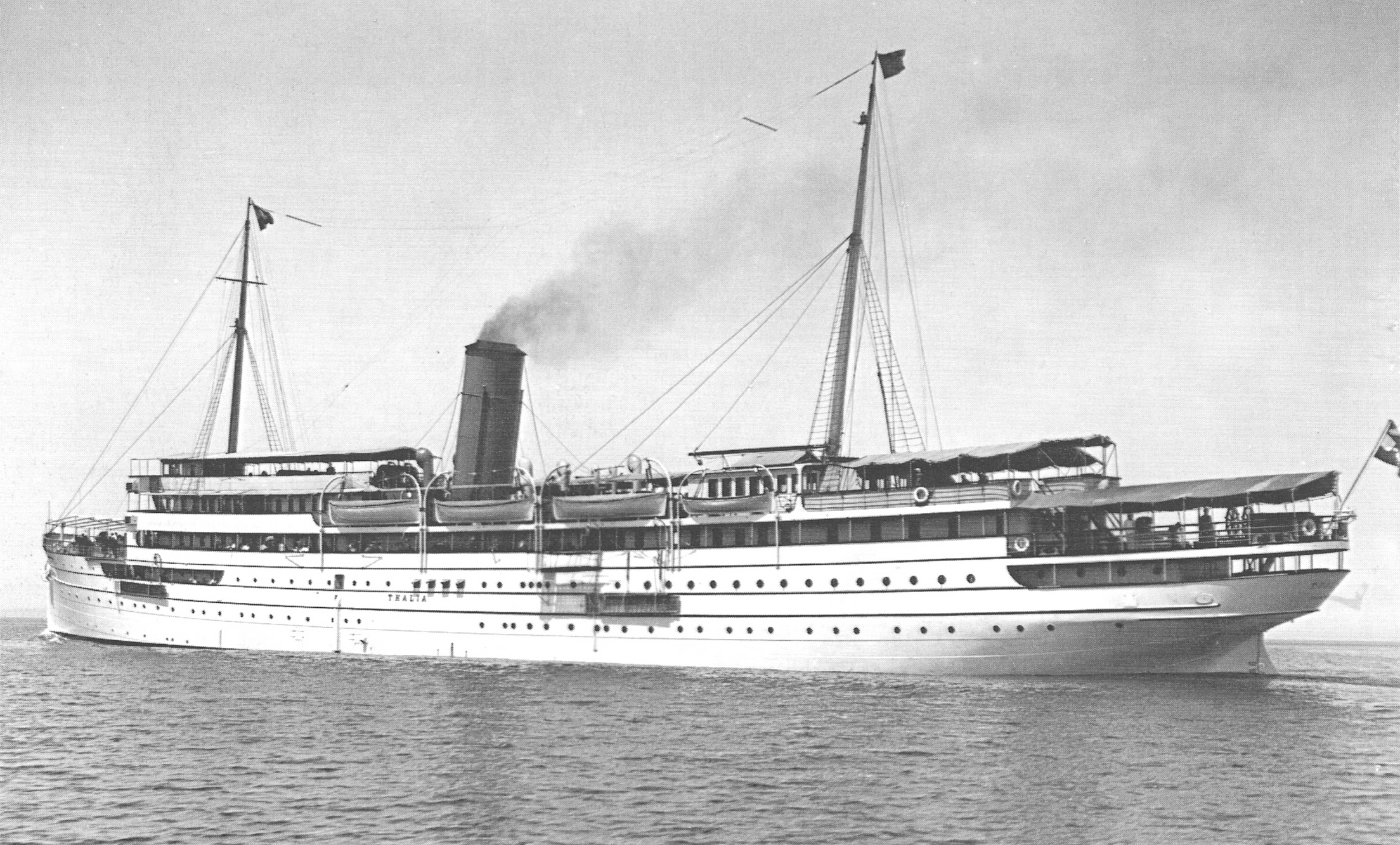
Die zum Kreuzfahrtschiff umgebaute Thalia befuhr ab 1907 als Vergnügungsdampfer turnusmäßig vor allem Routen im Mittelmeer und der Nordsee sowie dem Europäischen Nordmeer.

Der Österreichische Lloyd (italienisch Lloyd Austriaco) war die größte Schifffahrtsgesellschaft Österreich-Ungarns und des Mittelmeeres. Sie wurde auf Initiative von sieben Triester Versicherungsgesellschaften, der Banco Adriatico di Assicurazioni, Azienda Assicuratrice, Banco Illirico d’Assicurazioni, Banco Adriatico di Assicurazione Generali, Banco di Marittime Assicurazioni, Compagnia degli Amici di Assicuratori und der Società Orientale d’Assicurazioni, nach dem Vorbild des Londoner Lloyd’s ins Leben gerufen. Ein Spezialkomitee, dem u. a. der österreichische Politiker Karl Ludwig von Bruck angehörte, arbeitete die Statuten aus, die von der Zentralstelle der Vereinigten Versicherungsgesellschaften und schließlich der Regierung genehmigt wurden. So konnte 1833 von 19 Seetransportversicherungsgesellschaften, Banken und 127 Einzelaktionären die Gesellschaft mit Sitz in dem mit einem Freihafen ausgestatteten Triest förmlich gegründet werden. Zu den Mitbegründern und Einzelaktionären gehörten neben von Bruck auch Carlo Regensdorff, der Triestiner Bankier Pasquale Revoltella und der Generali-Gründer Joseph Lazarus Morpurgo.
Zweck der Unternehmung war zunächst die Informationsbeschaffung für die teilhabenden Versicherungen. Ab 1836 wurde auch der Postverkehr in der Adria übernommen, womit der Grundstein für die folgende Expansion sowohl im Fracht- als auch im Passagierbereich zu einer der größten Reedereien der Welt gelegt war. Als Wahlspruch wählte man „Vorwärts“, ganz entgegen dem damaligen Trend unter den Reedereien der Welt, lateinische Formulierungen zu verwenden.
Der größte direkte Konkurrent war ab den 1880er Jahren die von Ungarn betriebene und geförderte, jedoch hinsichtlich ihrer Schiffsanzahl und Tonnage deutlich kleinere Schifffahrtsgesellschaft Adria, die ihren Sitz im zur ungarischen Reichshälfte gehörenden Fiume hatte. 1898 kam es zwischen der österreichischen und ungarischen Regierung zum Abschluss eines Übereinkommens zur Aufteilung der Verkehrszonen zwischen dem Lloyd und der Adria. Danach wurden „dem Oesterreichischen Lloyd der Orient, Ostafrika, Indien, China und Japan, der ungarischen Seeschiffahrts-Gesellschaft „Adria“ der Westen, namentlich Italien, Malta, Spanien, Frankreich, Großbritannien, Nord- und Westafrika (Aegypten ausgenommen) und Nordamerika vorbehalten bleiben. Das Gebiet des schwarzen Meeres ist neutral.“
Dienstsprache war Italienisch, die Prospekte wurden jedoch in deutscher Sprache, für die Levante- und Indien-Ostasien-Linien auch auf Französisch und Englisch abgefasst. Auch tschechischsprachige Werbemittel liegen vor, z. B. für SS Thalia. Die Gesellschaft wurde, wie vergleichbare Reedereien in anderen Staaten auch, mit hohen staatlichen Subventionen bedacht, weshalb das Unternehmen nicht zuletzt wegen verschiedener Verpflichtungen von staatlicher Seite als „halbstaatlich“ bezeichnet werden kann.
Nach Ende des Ersten Weltkrieges ging der Österreichische Lloyd in italienischen Besitz über und wurde von 1921 bis 2006 als Lloyd Triestino (Triestiner Lloyd) weiterbetrieben. 2006 wurde der Lloyd Triestino in Italia Marittima umbenannt.

## Geschichte
| Schiffsname                     | gebaut in | Stapellauf | Tonnage (in t) | PS  |
| ------------------------------- | --------- | ---------- | -------------- | --- |
| Arciduca Francesco Carlo        | Venedig   | 1833       | 133            | 40  |
| Arciduchessa Sofia              | Triest    | 1833       | 141            | 50  |
| Maria Dorotea                   | Triest    | 1834       | 212            | 70  |
| Ferdinando I.                   | Triest    | 1836       | 284            | 100 |
| Arciduca Ludovico               | London    | 1837       | 310            | 100 |
| Arciduca Giovanni               | London    | 1837       | 349            | 120 |
| Principe Metternich             | Triest    | 1837       | 473            | 140 |
| Conte Mittrowsky                | Triest    | 1837       | 237            | 60  |
| Elleno (ex Principe Metternich) | Triest    | 1837       | 357            | 120 |
| Baron Eichhoff                  | Triest    | 1837       | 361            | 100 |
| Mahmudiè                        | Triest    | 1838       | 467            | 120 |
| Dalmata (ex Conte Stürmer)      | Triest    | 1838       | 211            | 60  |
| Stambul (I)                     | Triest    | 1838       | 620            | 160 |
| Conte Stürmer (ex Seri Pervas)  | Triest    | 1839       | 469            | 140 |
| Barone Kübeck                   | Triest    | 1842       | 229            | 70  |
| Arciduca Federico               | Bristol   | 1842       | 394            | 120 |
| Imperatore                      | Triest    | 1843       | 545            | 160 |
| Imperatrice                     | Triest    | 1844       | 545            | 160 |
| Conte Kolowrat                  | Triest    | 1845       | 330            | 100 |
| Austria                         | Triest    | 1847       | 763            | 360 |
| Trieste                         | Triest    | 1847       | 448            | 160 |
| Venezia                         | Triest    | 1847       | 448            | 160 |
| Italia                          | Triest    | 1847       | 728            | 260 |
| Germania                        | Triest    | 1847       | 728            | 260 |

### Gründung und erste Geschäftsjahre

#### Zusammenschluss Triestiner Versicherungsgesellschaften (1.Sektion)
Zweck des 1833 nach dem Vorbild des Londoner Lloyd gegründeten Österreichischen Lloyd war zunächst, Händler und Schiffsspediteure mit aktuellen Informationen über verschiedene Märkte und den Seehandel in Europa und Asien zu versorgen. Das „Marine-Auskunfts-Bureau“ trug zunächst den Namen „K.K. Oesterreichische Lloyd“. Die Informationen erlangte das Unternehmen aus einem Netz von verschiedenen Handelskorrespondenten und Zeitungen, die regelmäßig den Hafen von Triest erreichten. Zudem sollte der Schiffsverkehr im Triestiner Hafen notiert werden, und im Auftrag des Staates hatte der zeitaufwändige und von Verzögerungen gekennzeichnete Posttransport mit von der k. u. k. Kriegsmarine beigestellten Segelschiffen durchgeführt zu werden. Der ersten Direktion gehörten die folgenden Herren an: Joseph Bousquet, Karl von Bruck, L. M. Brucker, Giannichesi, Grant, Kohen, Meksa, Padovani, Premuda, Carl Regensdorff, Rodrigues da Costa, Guglielmo Sartorio, Schnell Griot und Vucetich.
Für das erste Geschäftsjahr wurde folgende Statistik veröffentlicht:

„Das österreichische Lloyd in Triest hat einen Prospektus der im Verlaufe des Jahres 1833 in dem Freihafen von Triest angekommenen und abgesegelten Handelsschiffe bekannt gemacht, welchem zufolge 874 Fahrzeuge einliefen, und 868 abgesegelt sind, die im Ganzen eine Last von 344,149 Tonnen verführten.“

#### Dampfschiffahrtsgesellschaft (2. Sektion)
Um am internationalen Seefracht- und -passagierverkehr teilzunehmen, führte der Österreichische Lloyd am 2. August 1836 den Unternehmensbereich Verfrachtung ein.
Die „Dampfschiffahrtsgesellschaft des Österreichischen Lloyd“ (ital. „Società di navigazione a vapore del Lloyd Austriaco“) wurde rasch zum Kerngeschäft des gesamten Unternehmens. Daher gilt dieses Datum auch als Gründungsjahr des Österreichischen Lloyd. Das Gründungskapital betrug in Konventionsmünze eine Million Florentiner Gulden. In der Gründungsurkunde hieß es: „Zweck der Gründung sollte es sein, Triest mittels Dampfbooten in Verbindung mit den Echellen (Hafenplätzen) des Orient zu bringen.“
Für spätere Zeiträume ist auch eine Beteiligung des Kaisers Franz Joseph I. nachgewiesen. So hielt er in seinem Privatvermögen 1906 insgesamt 430 Aktien zu 1.000 Kronen und 1909 bereits 1.100.
Für den neuen Unternehmensbereich wurden aus England drei Dampfschiffe à 120 PS und drei Dampfer mit je 100 PS angekauft. In Triest wurden Werkstätten eingerichtet und in ausländischen Häfen Kohlelagerplätze angemietet. Das erste Schiff, das an den Österreichischen Lloyd ausgeliefert werden konnte, war die in London gebaute „Arciduca Ludovico“. Die in der Flottenliste angegebenen Schiffe früheren Baujahres stammen von einer fusionierten Vorgängergesellschaft, die unter englischem Einfluss stand. Die erste Fahrt des nun als Reederei auftretenden Unternehmens startete am 15. Mai 1837 um 5 Uhr nachmittags vom Molo San Carlo in Triest. An Bord des innerhalb von 14 Tagen nach Konstantinopel über die Zwischenhäfen Ancona, Korfu, Patras, Piräus, Syra und Smyrna steuernden Schiffes befanden sich 53 Passagiere.
Der Österreichische Lloyd richtete seine Tätigkeit insbesondere auf den Orient und betrieb die ersten Fracht- und Personentransporte nach Häfen im gesamten Mittelmeerraum. Bereits im ersten Betriebsjahr wurden 79 Reisen (58 zwischen Triest und Venedig, 21 nach Griechenland, Türkei und Ägypten) mit insgesamt 7.967 Passagieren und 35.205 Briefen verzeichnet. Die ersten Seeverbindungen nach Konstantinopel wurden bereits 1837 aufgenommen. In der ersten Generalversammlung beschloss man aufgrund des erfolgreichen Starts den Ankauf zweier weiterer Schiffe sowie die Erhöhung des Grundkapitals auf 1,5 Millionen Gulden. Die Lloyd-Schiffe fuhren auch in die Levante, nach Griechenland und Ägypten. Mit dieser Erweiterung des Liniennetzes wurde der Lloyd vom Staat zur Errichtung von Postexpeditionen in den größeren Städten angewiesen. Ab 1842 war der Lloyd zum Hissen der Post-Flagge berechtigt und Offizieren sowie Mannschaft das Tragen von Uniformen gestattet. Die anfangs gewählte Farbe grün war jedoch äußerst unbeliebt und wurde nach wenigen Jahren, nicht zuletzt aufgrund der Verwechslungsgefahr mit den ebenfalls grünen Uniformen der russischen Handelsmarine, gegen die international und auch bei der k. u. k. Kriegsmarine üblichen blau-weißen Uniformen umgetauscht.

#### Literarisch-artistische Abteilung (3. Sektion)

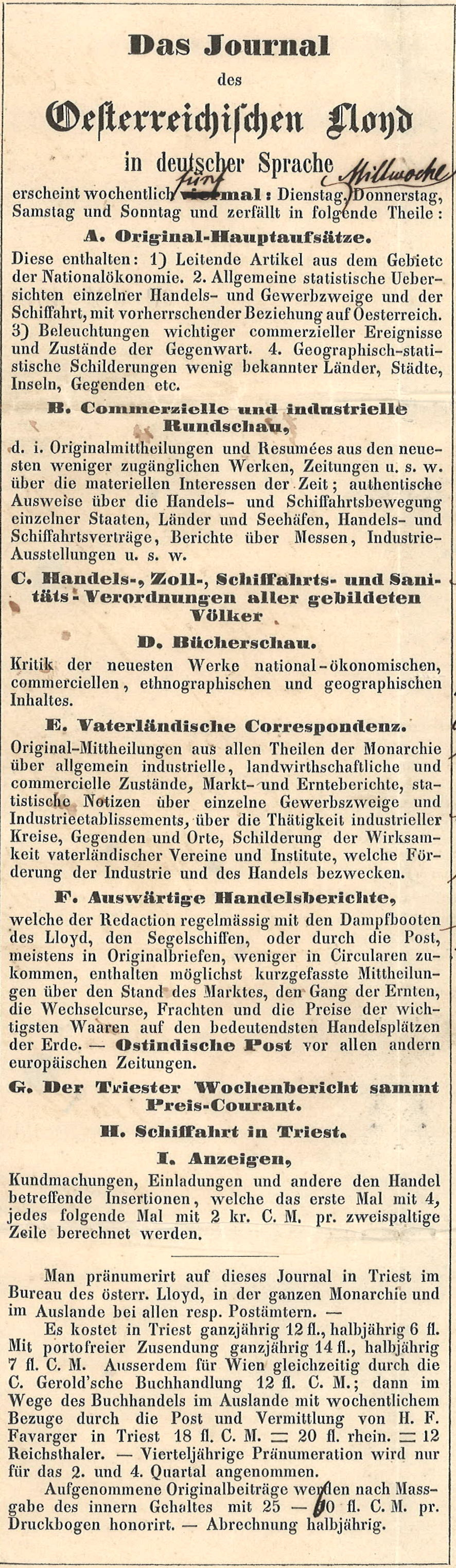
Briefbogen der Redaktion der Journale des Österreichischen Lloyd

Während die 1. Sektion für die Informationsbeschaffung und die 2. Sektion für den Fracht- und Passagierverkehr verantwortlich zeichnete, beschloss der Vorstand des Lloyd im Jahr 1848 dessen umfangreiche publizistische Tätigkeit auszugliedern. Dementsprechend arbeitete ab 1849 Jahre eine 3. Sektion unter Carlo Regensdorff. Dieser als „Literarisch-artistische Abtheilung“ bezeichnete Teil des Lloyd, der als rechtlich selbständige Aktiengesellschaft strukturiert war, umfasste die Redaktionen der von ihr herausgegebenen Periodica, die allgemeine Druckerei, die über eine eigene Schriftgießerei verfügte, die Kunstanstalt mit einem Stahl-, Kupfer- und Holzstich-Atelier sowie einem fotografischen Atelier und schließlich die Lesesäle. Von ihr wurden Fahrpläne, Jahrbücher, Zeitungen und Bildbände herausgegeben. So erschienen u. a. das offizielle Provinzialblatt L’ Osservatore Triestino, die ab März 1851 bis zum 2. November 1918 erscheinende Tageszeitung Triester Zeitung, das populäre Volksblatt Il Diavoletto, die griechischsprachige Wochenschrift Ημερα (Der Tag) und Il listino, das täglich erscheinende Verzeichnis der ein- und auslaufenden Schiffe. Als Monatsschriften wurden von September 1850 bis 1865 das mit vielen Stahlstichen versehene Illustrierte Familienbuch zur Unterhaltung und Belehrung häuslicher Kreise, das auch gebunden in insgesamt 15 Jahrgangsbänden erschien, herausgegeben. Redakteure waren zunächst der österreichische Schauspieler und Schriftsteller Ignaz Papsch (1800–1862) und der Dichter Faust Pachler. Italienischsprachig gab es als Pendant die Letture di Famiglia. Darüber hinaus wurden auch klassische Literatur sowie Geschichts-, Natur-, Schifffahrts- und Geographiewerke verlegt, die teilweise mit künstlerisch hochwertigen Stahlstichen sehr aufwendig ausgestattet waren. Von 1854 bis 1881 verlegte die Kunstanstalt unter dem Titel Lloyd’s Reiseführer auch eine neunbändige Reihe von Reiseführern, die u. a. Triest, Venedig und dem Orient sowie mehreren Eisenbahnlinien gewidmet waren. Bereits 1861 erschien ein gut einhundert Titel umfassender Verlagskatalog. Er führte literarische, künstlerische und geografische Werke vor allem in deutscher und italienischer Sprache auf. Mit ihrer Publikationstätigkeit ergänzte und unterstützte die 3. Sektion die sonstige Geschäftstätigkeit des Lloyd. Erst 1928 wurde sie vom Triestiner Lloyd, dem Nachfolger des Österreichischen Lloyd, geschlossen.

### Expansion bis zum Österreichisch-Ungarischen Ausgleich

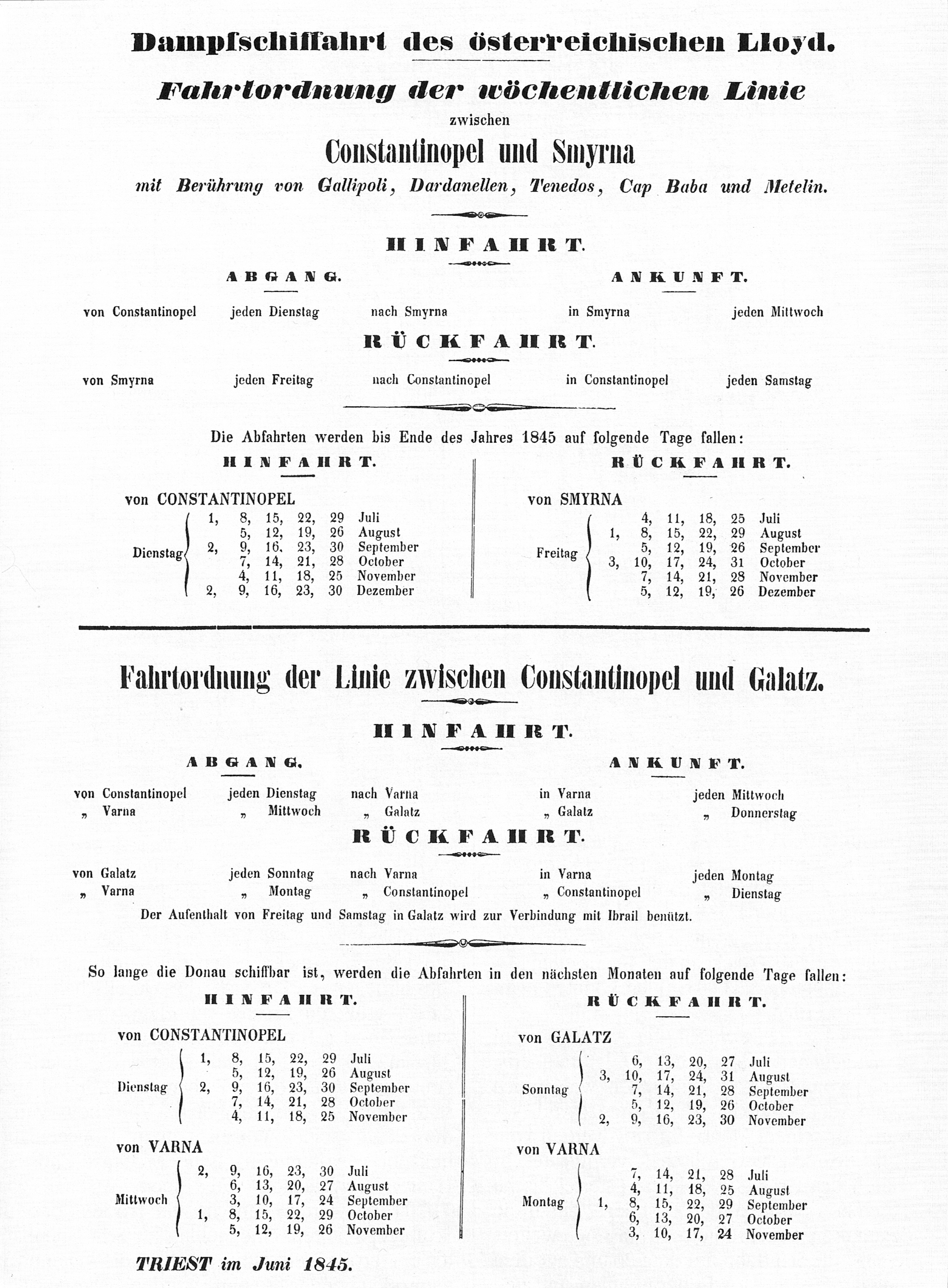
Fahrplan aus dem Jahre 1845 für die Linien Konstantinopel–Smyrna und Konstantinopel–Galatz

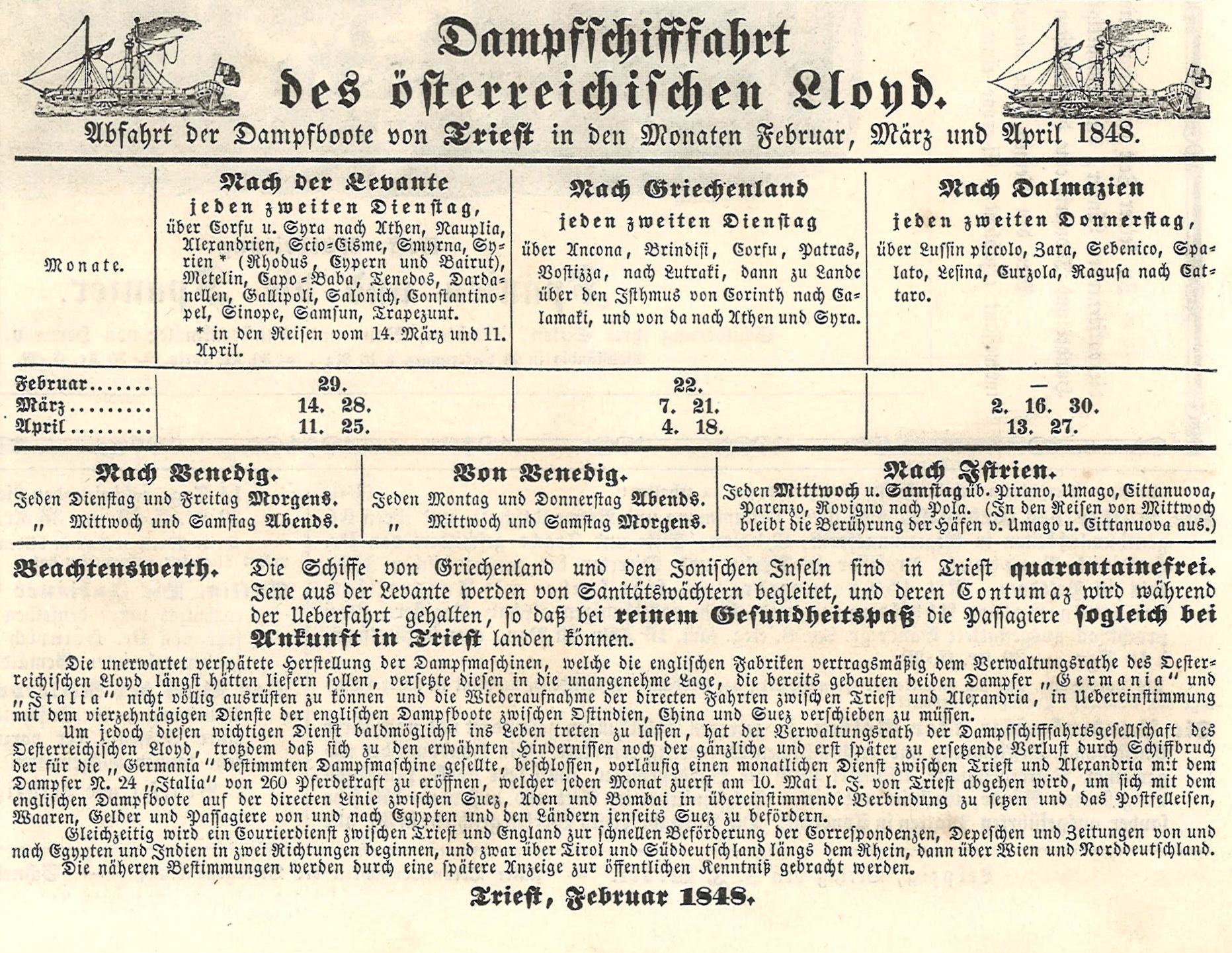
Inserat in der Illustrirten Zeitung von Februar 1848 für die Dampfschifffahrt

Bis 1845 hatte sich die Zahl der Fahrten vervierfacht und die Zahl der Passagiere stieg um das zwanzigfache. 1049 Mitarbeiter waren beschäftigt. Mitverantwortlich für das rasche Wachstum der Gesellschaft war auch ein Abkommen mit der Ersten Donau-Dampfschiffahrts-Gesellschaft (DDSG), welches vorsah, wöchentlich eine Fahrt von den Donauhäfen zum Schwarzen Meer zu betreiben, wo auf Schiffe des Österreichischen Lloyds umgestiegen werden konnte.
1852 wurde die Schifffahrt auf dem Po und auf dem Lago Maggiore übernommen und neu organisiert. Später wurden Linien auch auf dem Fluss Bojana und dem Skutarisee eingerichtet. Aufgrund der enormen Expansion der ersten rund 15 Jahre verfügte der Österreichische Lloyd mittlerweile über eine Anzahl von Schiffen, die regelmäßiger Wartung und Reparaturarbeiten bedurften. Ein großes Arsenal für diese Zwecke sowie für den selbstständigen Neubau wurde benötigt, welches ab 1853 in Triest-Sant’Andrea errichtet wurde. Die feierliche Grundsteinlegung wurde von Erzherzog Ferdinand Maximilian am 30. Mai durchgeführt. Als Architekt für die 1861 in Betrieb genommenen Gebäude auf dem 114.000 m² großen Areal engagierte man den durch seine Werftbauten in Griechenland bekannt gewordenen Dänen Hans Christian Hansen.
Am 28. Januar 1861 war das Trockendock fertiggestellt und zum ersten Male ausgepumpt worden. Die Wiener Zeitung schrieb dazu: „Der Dock hat solche Proportionen, daß das größte Linienschiff in demselben Platz fände, und mit ihm ist nun der Schlußstein zum großartigen Lloyd-Arsenal gelegt, dessen Bau acht Jahre gedauert und viele Millionen gekostet hat, der aber auch bestimmt ist, der österreichischen Schifffahrt die wesentlichsten Dienste zu leisten.“
Die 3000 Beschäftigten im Lloyd-Arsenal bedeuteten einen enormen wirtschaftlichen Faktor für Triest. Das Arsenal umfasste neben großen Werkstätten ein Trockendock und eine 241 Meter lange Helling zum Neubau von Schiffen. 1865 lief in diesem Arsenal der erste komplett aus Eisen und inländischen Materialien gebaute Dampfer „Austria“ vom Stapel. Mit 1.700 Tonnen war er das bisher größte Schiff der Reederei.

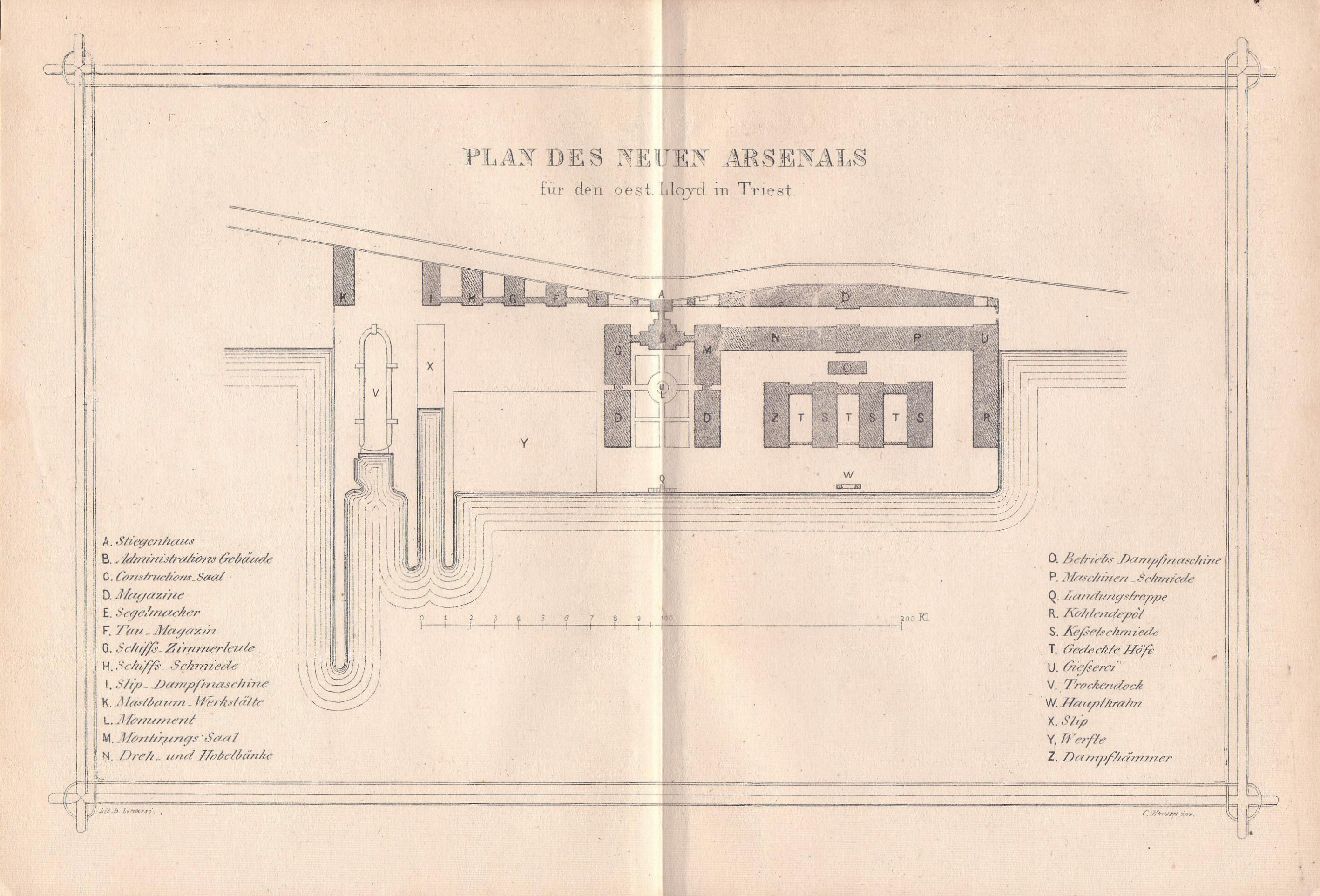
Grundriss des Lloyd-Arsenals, aus: Lloyd’s Reisehandbuch Triest (1857)

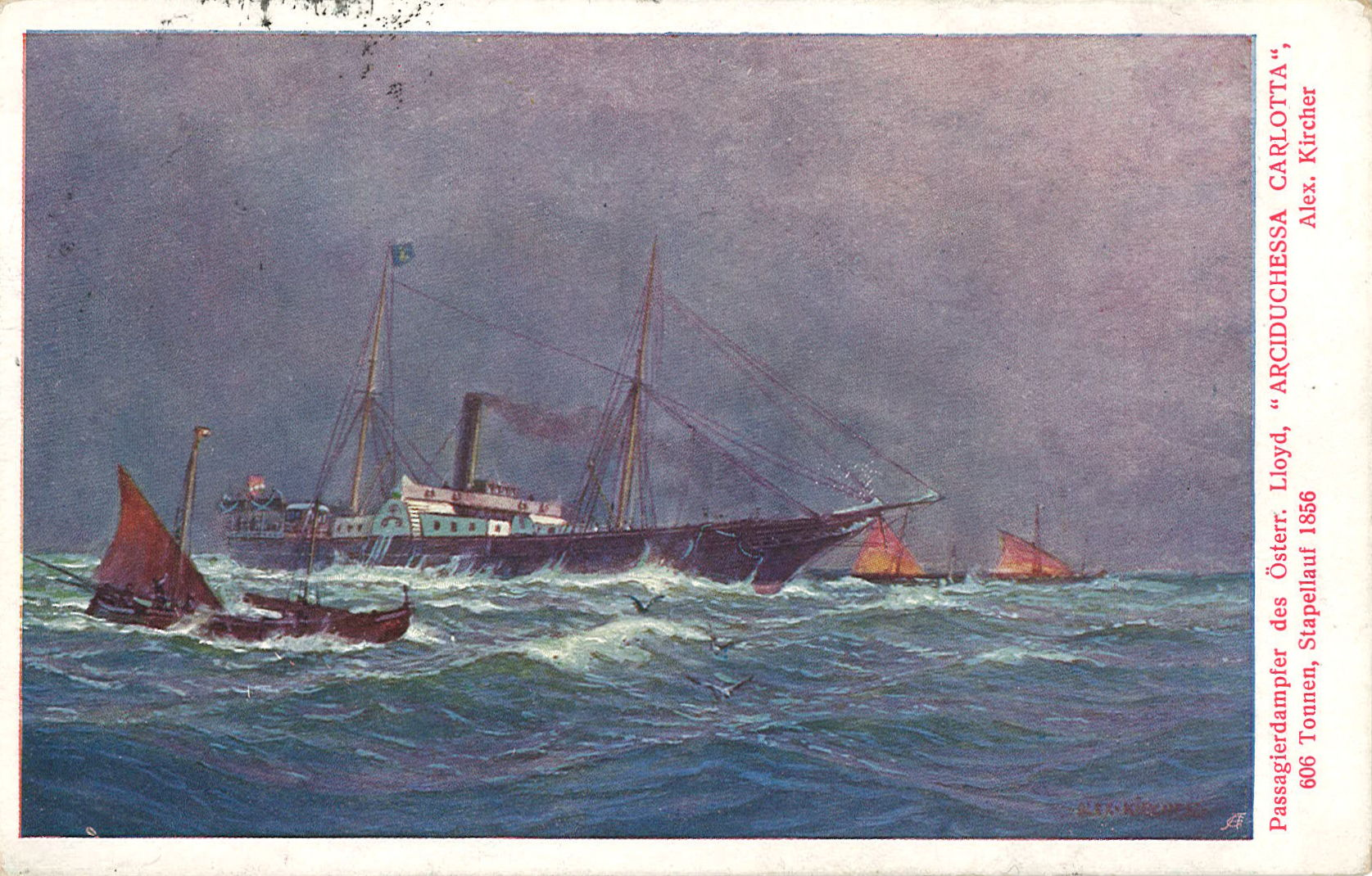
Raddampfer Arciduchessa Carlotta

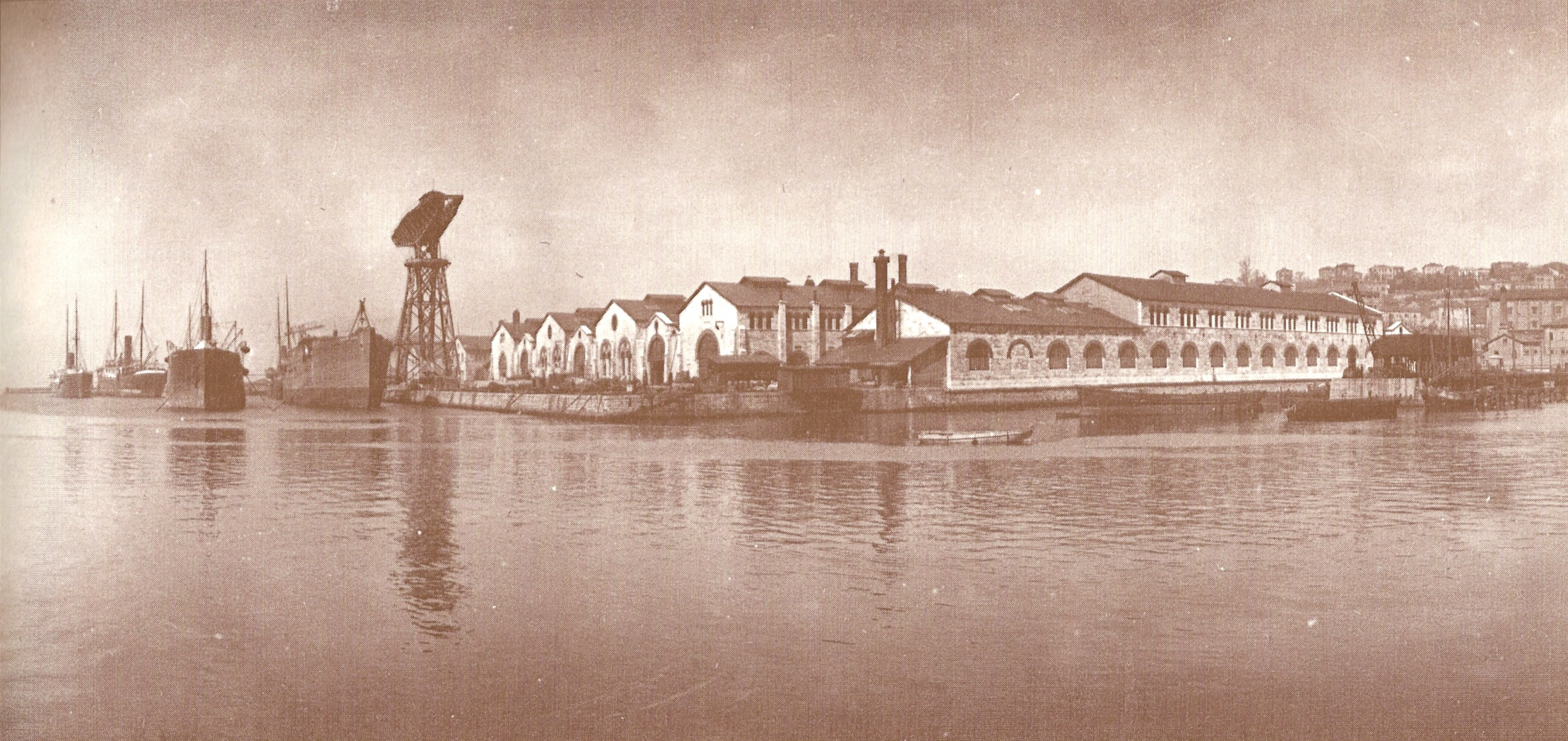
Das Lloyd-Arsenal in Triest von See aus gesehen (um 1900)

Ab 1855 erhielt der Österreichische Lloyd erstmals Förderungen vom Staat. Damit verbunden waren jedoch diverse Auflagen, wie die Aufrechterhaltung gewisser Linien in den Orient sowie der Einführung neuer Linien samt Postdienst. Zudem durften Schiffe von nun an nur noch in Ausnahmefällen im Ausland gebaut werden. Im Krieg 1866 gegen Italien musste der Lloyd gemäß Verträgen mit dem Staat mehrere Dampfer an die k. u. k. Kriegsmarine vermieten und wurde zudem zu Truppentransporten verpflichtet. Versenkte Schiffe, etwa die „Egitto“ bei Lissa, wurden ersetzt.
Bereits 1857 war der Semmering kein Hindernis mehr für die Eisenbahn, der erste Zug der Südbahn aus Wien kam in Triest an; diese neue Verkehrsverbindung und das Vorliegen eines Zollfreihafens (als einzigem in der Adria) aufgrund eines kaiserlichen Privilegs von 1719 förderten die Wirtschaft Triests und dessen Umland weiter. Von 1837 bis 1914 wurden mit 220 Dampfern 37,3 Mio. Tonnen Waren umgeschlagen und 21,5 Mio. Passagiere befördert. Der Österreichische Lloyd war das größte Schifffahrtsunternehmen des Mittelmeeres und die Stadt Triest – nach Hamburg, Rotterdam, Marseille und Genua – der fünftgrößte Hafen Kontinentaleuropas.
Nach dem Österreichisch-Ungarischen Ausgleich 1867 musste die Gesellschaft 1872 in „Lloyd Austro-Ungarico“ bzw. „Österreichisch-Ungarischer Lloyd“ umbenannt werden. Immer wieder musste der vom Staat hoch subventionierte Lloyd Truppen-, Flüchtlings- und Emigrantentransporte durchführen, etwa bei der Okkupation von Bosnien und Herzegowina im Jahre 1908, als im Auftrag der ottomanischen Regierung 136.000 Emigranten aus der europäischen in die asiatische Türkei transportiert wurden und für die k. u. k. Armee 72.000 Mann, 8.000 Pferde und 90.000 Tonnen Kriegsmaterial von Triest nach Dalmatien befördert wurden. Bereits 1882 hatten die Fregatte Laudon und die Dampfer Mars, Ceres und Diana österreichisch-ungarische Staatsangehörige über Alexandrien aus Ägypten befördert, wo es zu blutigen Auseinandersetzungen gekommen war.

### Entwicklung ab der Eröffnung des Sueskanals 1869

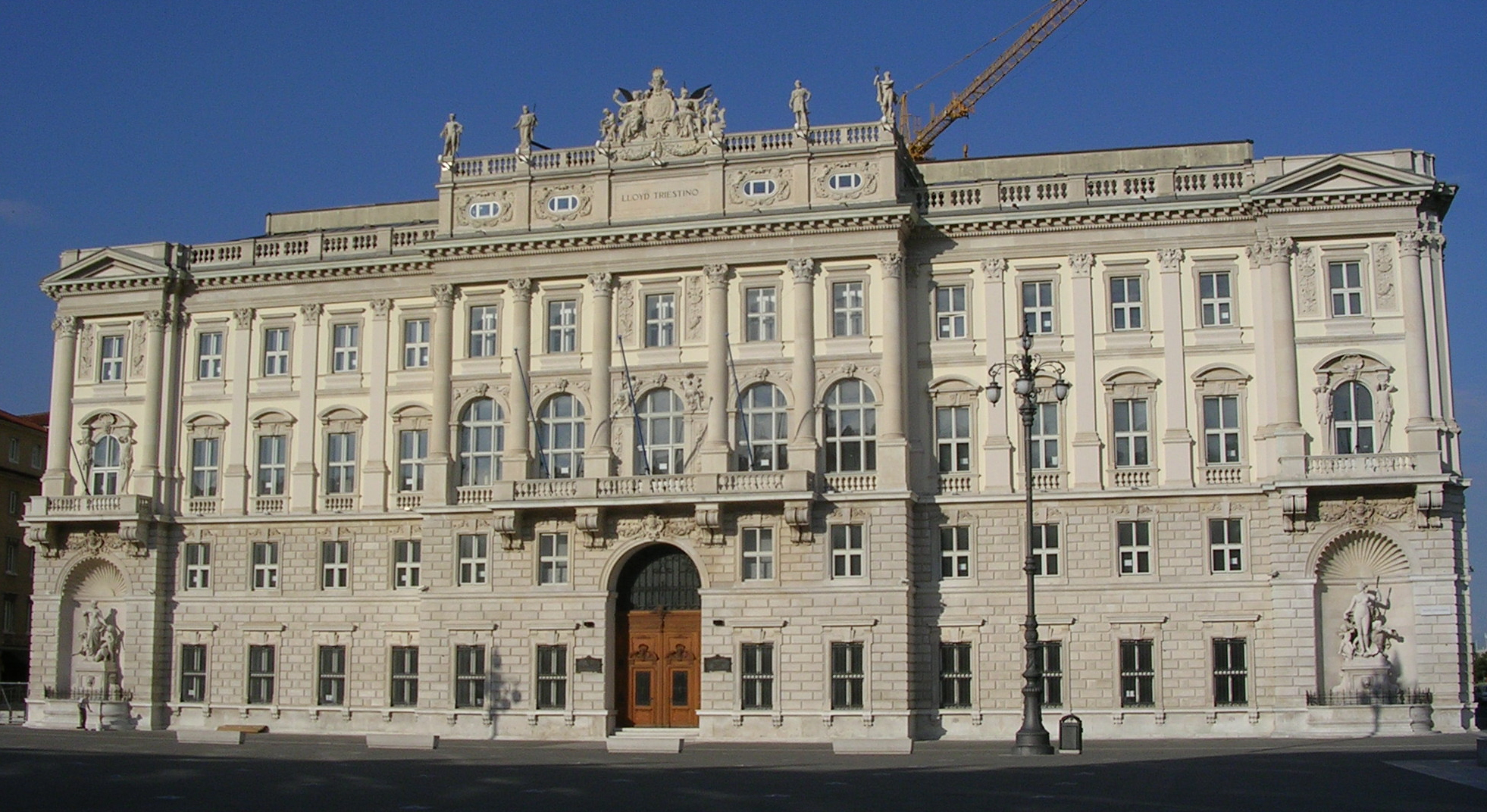
Der ehemalige Lloydpalast im Jahr 2007.

#### Der Österreichische Lloyd als Gesellschafter der Suezkanal-Gesellschaft
1869 wurde der Österreichische Lloyd Gesellschafter der Suezkanal-Gesellschaft, in der das Gründungsmitglied Pasquale Revoltella Vize-Präsident war. Durch die Eröffnung des Sueskanals war der Österreichische Lloyd erstmals in der Lage, konkurrenzfähige Verbindungen in den asiatischen Raum anzubieten, da für solche Reisen bisher Afrika umschifft hätte werden müssen. Eine Reise von Triest nach Alexandria dauerte nun nur noch drei, bis nach Port Said per Eillinie vier Tage. Den direkten Konkurrenten aus Deutschland (z. B. Norddeutscher Lloyd), Holland und England konnten somit zahlreiche Passagiere abgeworben werden. Die nun täglich angebotenen Zugverbindungen aus dem Ärmelkanalhafen Vlissingen in Holland durch Deutschland bis Triest waren wesentlich schneller als eine Reise mit dem Schiff von einem britischen, holländischen oder deutschen Hafen über die Straße von Gibraltar und das gesamte Mittelmeer bis zum Sueskanal. Auf den Linien nach Ägypten, Indien und Ostasien hatte der Österreichische Lloyd daher immer einen großen Anteil Engländer an Bord, die über den Ärmelkanal nach Vlissingen und dann mit dem Zug nach Triest anreisten.

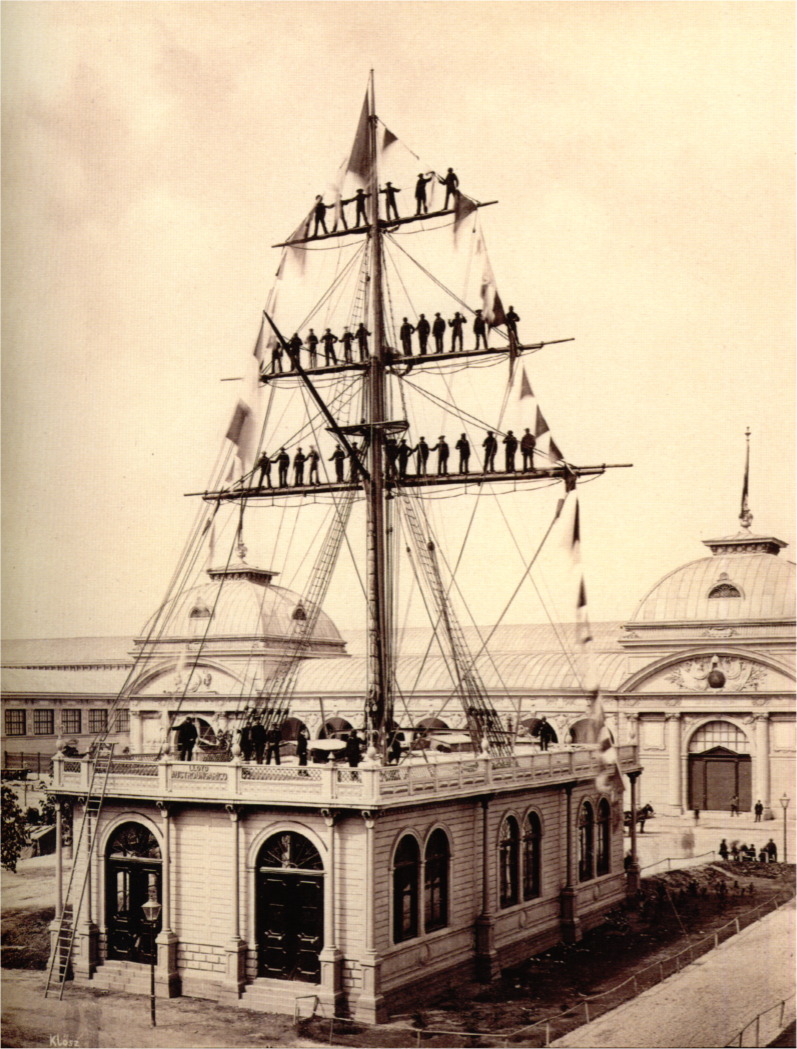
Pavillon des ÖL auf der Wiener Weltausstellung 1873 (Foto: György Klösz)

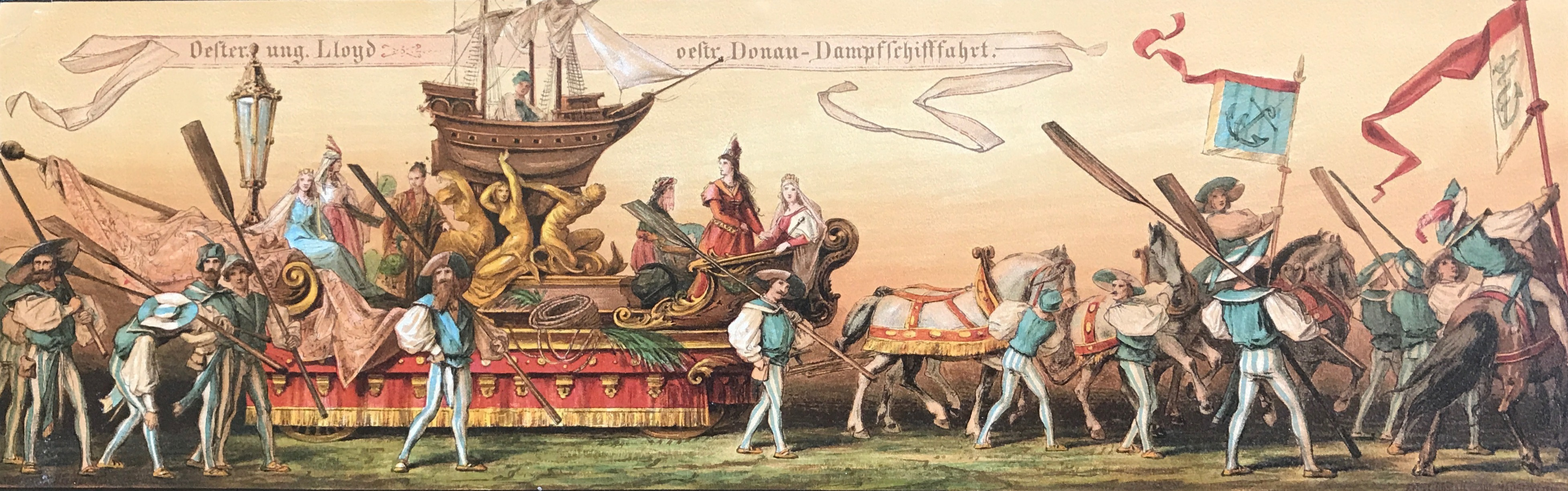
Wagen des ÖL zum Wiener Festzug zur Silberhochzeit des Kaiserpaars 1879 von Hans Makart (Chromolithographie: 503 × 165 mm)

Bei der Eröffnung des für die weltweite Schifffahrt somit sehr bedeutenden Kanals waren neben dem österreichischen Kaiser Franz Joseph auch die Lloyd-Dampfer „Pluto“, „Vulcan“ und „America“ anwesend, die sich im ersten Konvoi befanden, der den Kanal passierte. Von nun an konnten Ziele wie Port Said (ab 1869), Bombay (ab 1870), Colombo, Singapur (ab 1880), Hongkong (ab 1880), Shanghai (ab 1881), Nagasaki (ab 1892) und Yokohama (ab 1892) angesteuert werden. Profitierend von staatlichen Zuschüssen und den raschen Verbindungen von Triest ins östliche Mittelmeer und durch den Suezkanal, entwickelte sich der Österreichische Lloyd zu einer der größten Schifffahrtsgesellschaften der Welt.

#### Wiener Weltausstellung 1873 und Umzug in den neuen Lloydpalast
Mit einem eigenen Pavillon beteiligte sich der Lloyd an der Wiener Weltausstellung 1873. Seine große wirtschaftliche Bedeutung im kaiserlichen Österreich spiegelte auch seine Teilnahme an dem vom Maler Hans Makart anlässlich der Silberhochzeit des Kaiserpaars gestalteten Festzug über die Wiener Ringstraße wider. Dazu wurde zusammen mit der Donau-Dampfschiffahrts-Gesellschaft ein Festwagen ausgerüstet, der eine Kogge trug und dem die Flaggen beider Unternehmen vorangetragen wurden.
1879 übersiedelte die Unternehmenszentrale, die ursprünglich im Palazzo de Cassis an der Piazza della Borsa war, vom Tergesteo in den neuen Lloydpalast auf der Piazza Grande. Dessen Architekt war Heinrich von Ferstel, der in Wien bereits die Universität und die Votivkirche geplant hatte. Zu dieser Zeit, etwa von 1878 bis 1884, befand sich der Österreichisch-Ungarische Lloyd gerade im Aufwind der internationalen Hochkonjunktur im Schifffahrtsgeschäft. Allerdings übernahm sich die Gesellschaft dadurch finanziell, da diese positiven wirtschaftlichen Rahmenbedingungen als Dauerzustand betrachtet wurden.

#### 50-jähriges Unternehmensjubiläum 1886, Beginn wirtschaftlicher Probleme
Zwar konnte im Jahr 1886 die 1836 gegründete Dampfschifffahrtsgesellschaft des Lloyd ihr 50-jähriges Jubiläum begehen und als Auftakt zu den Feierlichkeiten den Stapellauf der für den Ostasien-Dienst bestimmten Imperator, die mit 4.140 Tonnen, 117 Meter Länge, 13 Meter Breite, einem Tiefgang von 7,3 Meter und 4.500 PS das bisher größte und prächtigste Schiff der mittlerweile 86 Dampfschiffe umfassenden Gesellschaft war, volksfestartig begehen. Allerdings war das Unternehmen allmählich in die Verlustzone geschlittert, die auch mit der 1888 erfolgten Indienststellung des Schwesterschiffs der Imperator, der Imperatrix, nicht verlassen werden konnte. 1890 erreichte das Defizit eine Höhe von über 600.000 Gulden. Zu hohe Transportkosten ließen zudem sogar Hamburger Reedereien für den Mittelmeer-Schiffsverkehr eine so große Konkurrenz werden, dass eine Rückkehr in die Gewinnzone aus eigenen Kräften äußerst unwahrscheinlich war. Als Österreich daher die Subventionen erhöhte, verließ Ungarn die Gesellschaft. Ab 1891 lautete die Unternehmensbezeichnung daher wieder Österreichischer Lloyd. Die ungarische Regierung schoss ihren bisherigen finanziellen Beitrag zum Lloyd nun der ungarischen Schifffahrtsgesellschaft „Adria“ zu, die schon bisher profitabel arbeitete. Fiume, Hafen und Sitz der ungarischen Schifffahrtsgesellschaften, wurde somit ein noch stärkerer Konkurrent für Triest und den Lloyd.

### Umstrukturierung und Neuorganisation von den 1890er Jahren bis 1914

#### Unternehmenssanierung in den 1890er Jahren und Streik der Lloyd-Angestellten 1902

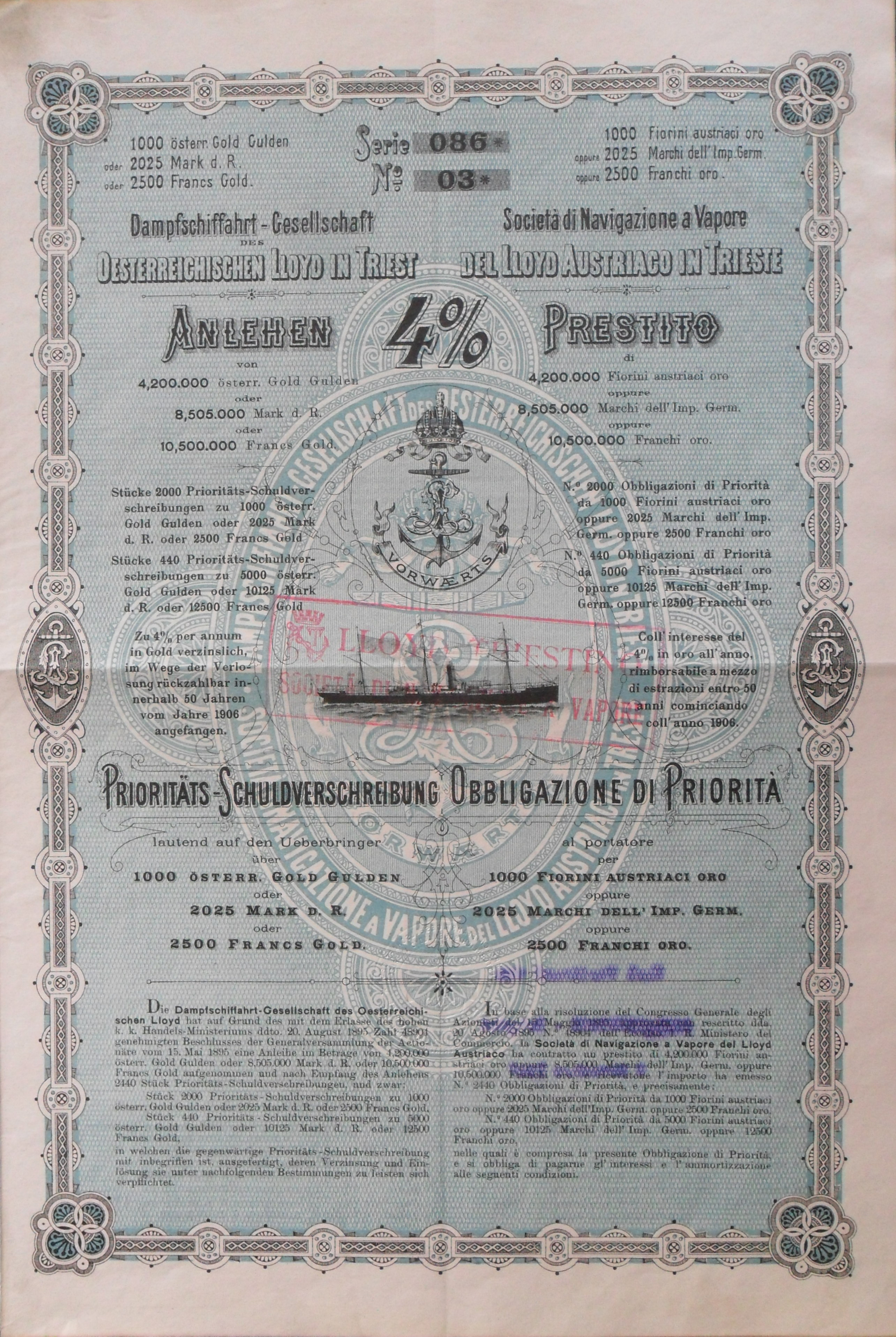
Anleiheschein von 1895 über 1000 Gulden (253 mm × 377 mm)

Nach dem Ausscheiden Ungarns aus der Gesellschaft wurde in den 1890ern die Sanierung des Unternehmens angegangen, was eine Reformierung und Neu-Organisation bedeutete. Alte, für den Linienverkehr nicht mehr zeitgemäße Schiffe wurden beispielsweise nur noch für außertourliche Transportfahrten herangezogen. Das Unternehmen erlebte nochmals eine letzte Phase der Hochkonjunktur, die ab etwa 1906 bis Kriegsausbruch nochmals stark zunahm. Transportiert wurden Erze aus Spanien für die Hochöfen in Servola (einem Stadtteil von Triest), Reis aus Birma für die Reisschälfabriken in Triest, Holz nach Ägypten und sogar Zucker in die Levante und von dort nach Indien und ins Rote Meer. Um dem Unternehmen frisches Kapital zuzuführen, wurde durch die Generalversammlung der Aktionäre vom 15. Mai 1895 mit Genehmigung des k.k. Handelsministeriums die Ausgabe einer vorrangigen Anleihe über 4.200.000 Gulden, die laut „Amortisations-Plan“ von 1906 bis 1955 im Losverfahren getilgt werden sollte. Als Sicherheit für die Inhaber diente das gesamte Vermögen des Lloyd.
1895 wurde in Triest eine weitere Reederei gegründet, die rasch zu ähnlicher Größe wie der Lloyd aufstieg: Die Austro-Americana. Zwar war erklärter Hauptzweck der Gesellschaft ohnehin der Handel mit Nordamerika, doch wurden zur Sicherheit, um aus staatlicher Sicht unnötige Konkurrenz zu vermeiden, die Tätigkeitsbereiche zwischen Lloyd und Austro-Americana vertraglich abgegrenzt. Die Austro-Americana unternahm daher keinerlei Anstrengungen, andere Ziele als Nord- und Südamerika anzusteuern. Beide Gesellschaften wurden vom Staat gefördert: Der Lloyd erhielt 1913 10 Millionen Kronen für den gesamten Linienbetrieb, die Austro-Americana lediglich 1,5 Millionen für einzelne Linien nach Südamerika.
1897 wurden erstmals afrikanische Häfen auf eigenes Risiko angesteuert. Der Erfolg war allerdings nur gering, und mit den Auswirkungen des Zweiten Burenkriegs wurden diese Fahrten eingestellt. 1902 erlebte die Gesellschaft den ersten und zugleich schwersten Arbeiteraufstand. Streikten zunächst nur die Schiffsheizer, schlossen sich später auch Tausende aus der Triestiner Arbeiterschaft an. Insgesamt 10.000 Arbeiter befanden sich im Streik, als es am 14. Februar 1902 zu blutigen Zusammenstößen mit Ordnungskräften kam. Die Folge waren 14 Tote und über 50 Verletzte. Die Forderungen nach der Abschaffung des zweistündigen Corvéedienstes (Dienst zur See nach der Wache), Reduzierung der Arbeitszeit im Hafen um 2,5 Stunden auf 8 Stunden und Abschaffung der Vorschrift, dass bei allen im Hafen liegenden Schiffen die Hälfte der Mannschaft an Bord bleiben muss, wurden insgesamt zwar nicht erfüllt, jedoch wurde den Streikenden in Schiedsgerichtsverfahren teilweise Recht gegeben.

#### Verlegung der Unternehmenszentrale, Kreuzfahrtprogramm und Ausgliederung der Lloyd-Werft
Aufgrund des neuen Vertrages des ÖL mit der Regierung vom 12. Mai 1906, dessen Geltungsdauer wiederum 15 Jahre betragen sollte, wurden die Generalversammlung der Aktionäre und der Verwaltungsrat mit Wirkung vom 1. Januar 1907 nach Wien verlegt, der Sitz der Gesellschaft verblieb jedoch in Triest. Dieser Kompromissregelung waren harte Auseinandersetzungen zwischen der Stadt Triest und ihren Handelskreisen sowie den Wiener Regierungskreisen vorausgegangen, die die Unternehmensleitung vollständig in die österreichische Hauptstadt verlagern wollten, um so besser die bürokratische Kontrolle der Gesellschaft ausüben zu können. Triest wies darauf hin, dass die Mehrzahl der Reedereien ihre Geschäftsführung am Hauptort ihrer wirtschaftlichen Betätigung installiert hatte – so die damaligen Sitze des Norddeutschen Lloyd in Bremen, der HAPAG in Hamburg oder der White Star Line in Liverpool –, um direkten Kontakt zum Geschäftsgeschehen zu haben.
In dieser Zeit führte das Unternehmen auch die sogenannten „Vergnügungsfahrten“ ein. Nachdem zuvor mit der Bohemia (Indienststellung 1896) recht erfolgreich entsprechende Fahrten durchgeführt worden waren, wurde die bereits 1886 als Passagier- und Frachtschiff gebaute Thalia umgebaut und lud ab 1907 als erstes „weißes Schiff“ des Lloyd ausschließlich zu „Vergnügungsfahrten“ im Mittelmeer oder im Nordmeer ein. Ebenfalls 1907 kam es zu einer Verlängerung des gerade ausgelaufenen Lloyd-Vertrags mit der österreichischen Regierung, die die staatlichen Meilengelder aufgrund der höheren Geschwindigkeitsnormen und des Wegfalls der dalmatinischen Linien erhöhte.
1909 wurde die Lloyd-Werft aus finanziellen und organisatorischen Gründen in eine eigene Gesellschaft, an der der Österreichische Lloyd und das Unternehmen Stabilimento Tecnico Triestino je 50 Prozent hielten, ausgelagert. Lediglich das Reparatur- und die Trockendocks verblieben beim Lloyd. Da nun auch für andere Gesellschaften Schiffe gebaut werden konnten, brachte die Auslagerung eine bessere Auslastung der Werft und somit finanzielle Erleichterungen mit sich.

#### 75-jähriges Jubiläum
Das 75-jährige Jubiläum feierte die Gesellschaft 1911 mit der Indienststellung der bisher größten Schiffe, den Eildampfern Wien und Helouan mit je 7.367 Tonnen, die auf der Triest-Alexandrien-Route – der seit jeher ertragreichsten Linie – eingesetzt wurden. Auf dieser und anderen Linien konnte sich der Lloyd deshalb so gut gegen die internationale Konkurrenz behaupten, weil, Überlieferungen zufolge, die Küche vorzüglich war, die Offiziere und das Personal korrekt arbeiteten und die Ausstattung bequem gehalten war. Einer Redewendung zufolge sollen die Schiffe zudem so pünktlich gewesen sein, dass „die Orientalen ihre Chronometer und der Muezzin sein Gebet“ (Horst Friedrich Mayer, Dieter Winkler: ) nach ihnen richteten. Das Jubiläum würdigte das Unternehmen auch mit einer fast 150-seitigen Festschrift, die von Remigius Geyling im Jugendstil gestaltet worden war. Sie enthielt eine Unternehmensgeschichte, umfangreiches statistisches Material zur Entwicklung des Lloyd und insbesondere seiner Flotte. Die prägenden Persönlichkeiten des Lloyds, wie Karl von Bruck oder Elio Freiherr von Morpurgo, wurden abgebildet. Für einige Schiffe wurden auch Seitenrisse, Deckspläne und Längsschnitte (z. B. Arciduco Ludovico, Imperator) sowie Fotografien und von Harry Heusser in Farbe gezeichnete Bilder (z. B. Baron Gautsch, Thalia) beigefügt.

#### Linienerweiterung 1912
Die letzte Linienerweiterung des Lloyds war 1912 die Eillinie nach Shanghai. Bei Kriegsausbruch 1914 zählten die Flotte 65 Schiffe mit insgesamt rund 235.000 BRT und das Unternehmen 6.000 Mitarbeiter. Die Gesellschaft war nach den Staatseisenbahnen zum bedeutendsten Verkehrsunternehmen der Monarchie geworden. Die größten und modernsten Schiffe waren die 1912 und 1913 in Betrieb genommenen Gablonz und deren Schwesterschiff, die Marienbad. Mehrere große Schiffe wurden noch während des Krieges gebaut oder begonnen. Darunter waren die Pilsna mit 8.040 Tonnen, die 1918 fertiggestellt und 1919 vom Lloyd Triestino übernommen wurde, und das 8.051-t-Schiff Cracovia, das 1916 begonnen wurde und das drittgrößte Schiff der Flotte gewesen wäre. Es wurde erst 1920 vom Lloyd Triestino fertiggestellt.

#### Agenturen des Lloyd
Der Lloyd unterhielt für seine Verkaufstätigkeit Agenturen vor allem in den Mittelmeer-Anrainerländern; größere General-Agenturen befanden sich unter anderem in Wien (ab 1905: I., Kärntnerring 6), Berlin (Unter den Linden 47) und Prag (Wenzelsplatz 66). Zumeist unabhängige kommerzielle Büros nahmen in überseeischen Städten wie Batavia, Buenos Aires oder Port Sudan als Agenten und in europäischen Städten als Passage-Agenten und Auskunftsstellen die Interessen des Lloyd wahr und waren zugleich Anlaufstellen für die Passagiere.

## Linien

### Die Linien nach Indien und Fernost
Das erste Schiff auf der neuen Linie von Triest nach Bombay war die „Apis“, die am 31. Januar 1870 zu ihrer 25-tägigen Fahrt startete, gefolgt von der „Sphinx“, die einen Monat später ablegte und Bombay bereits in 21 Tagen erreichte. Auf den insgesamt fünf Rundfahrten sammelte der Lloyd wertvolle Erfahrungen für das Betreiben von Fernziel-Destinationen. Eine Passagierkarte in der Salonklasse kostete 40 £ Sterling, der Deckspassagier musste 16 £ 10 Schilling erlegen. Die Rückfracht von Bombay bestand im Wesentlichen aus Baumwolle für Zentraleuropa.
Nach der Unterbrechung der Reiselinie durch den Deutsch-Französischen Krieg
nahm bereits Ende 1870 der kombinierter Fracht- und Passagierdampfer „Oreste“ den Liniendienst wieder auf, gefolgt von dem Frachter „Iris“. Neben den vorgenannten Dampfern befuhren die Linie die in Schottland gebauten „Aurora“, „Vesta“ und „Uranus“, die 48 Passagiere in der ersten und 28 in der zweiten Klasse aufnehmen konnten. In den Segellisten von Ende 1871 und 1872 waren auch die „Flora“ und „Galatia“ und noch einige andere Schiffe zu finden.

Mitte der 1870er Jahre wurde die Bombay-Linie monatlich befahren, wobei einerseits Schiffe mit nur einer geringen Passagierkapazität („Dido“, „Memfi“, „Calypso“) und andererseits als Passagierdampfer ausgewiesene Schiffe („Castore“, „Ettore“, „Polluce“) zum Einsatz kommen. 1876 wurde die Bombay-Linie dann auf monatlich zwei Fahrten aufgestockt. Nach Inkrafttreten des neuen Postvertrages zwischen Wien und dem Lloyd am 1. Juli 1878 wurde im November desselben Jahres die neue Kalkutta-Linie durch den Dampfer „Memfi“ eröffnet. Ende 1879 wurde die Bombay-Linie bis Colombo ausgedehnt, und am Beginn des Jahres 1880 verließ die „Ettore“ Bombay mit dem Ziel Singapur. Im selben Jahr ankerten Lloyd-Schiffe auch im Hafen von Hongkong. Mitte der 1880er Jahre wurde die Reisegeschwindigkeit erhöht: Mit durchschnittlich 10 Knoten wurde Bombay und mit neun Hongkong angelaufen. Neue Schiffe mit 2.700 t („Berenice“ und „Orion“, das erste Stahlschiff „Pandora“ und „Medusa“) wurden dafür in Dienst gestellt. Später kamen die Schwesterschiffe „Titania“ (ab Mai 1888: „Maria Teresa“) und „Elektra“ (beide 3.073 t) hinzu. Schließlich konnten 1884/85 die größeren Schiffe (3.850 t) „Amphitrite“ und „Poseidon“ die Flotte für den Fernen Osten verstärken.

Aber es gab auch Rückschläge: Als der Lloyd die schon seit 20 Jahren auf dem Reißbrett befindliche Seitenlinie von Singapur nach Surabaya 1891 eröffnete, waren schon die Konkurrenten Koninklijke Paketvaart Maatschappij und die Messageries Maritimes aktiv. Nach nur zehn Fahrten mit der „Galatea“ wurde die Linie wieder eingestellt. Im Ergebnis des neuen Postvertrages von 1891 wurde die „Gisela“ (Schwesterschiff der „Marie Valeria“) im Februar 1893 auf die Reise von Shanghai nach Kōbe geschickt; 1894 dehnte die „Melpomene“ den Dienst bis nach Yokohama aus. 1899 wurde zwischen Shanghai und Bombay eine Frachtlinie etabliert, gleichzeitig fiel Shanghai als Zwischenhafen auf der Hauptlinie Triest–Bombay–Japan heraus.

1913 übernahmen die „Gablonz“ und die „Marienbad“ den Eildienst zwischen Triest und Bombay – Schiffe mit 2 Schornsteinen und 8.500 t, die die Beherbergung von 150 Passagieren der ersten, 30 der zweiten und 100 der dritten Klasse bieten und sie mit einer Reisegeschwindigkeit von 16 Knoten befördern konnten. Die auf der San Rocco Werft in Triest gefertigten „Hungaria“ (II) und „Innsbruck“ befanden sich gerade in der Ausrüstung, als die Schüsse von Sarajevo das Ende des Fernostverkehrs des Österreichischen Lloyd einleiteten.

### Die Ostafrika-Linie

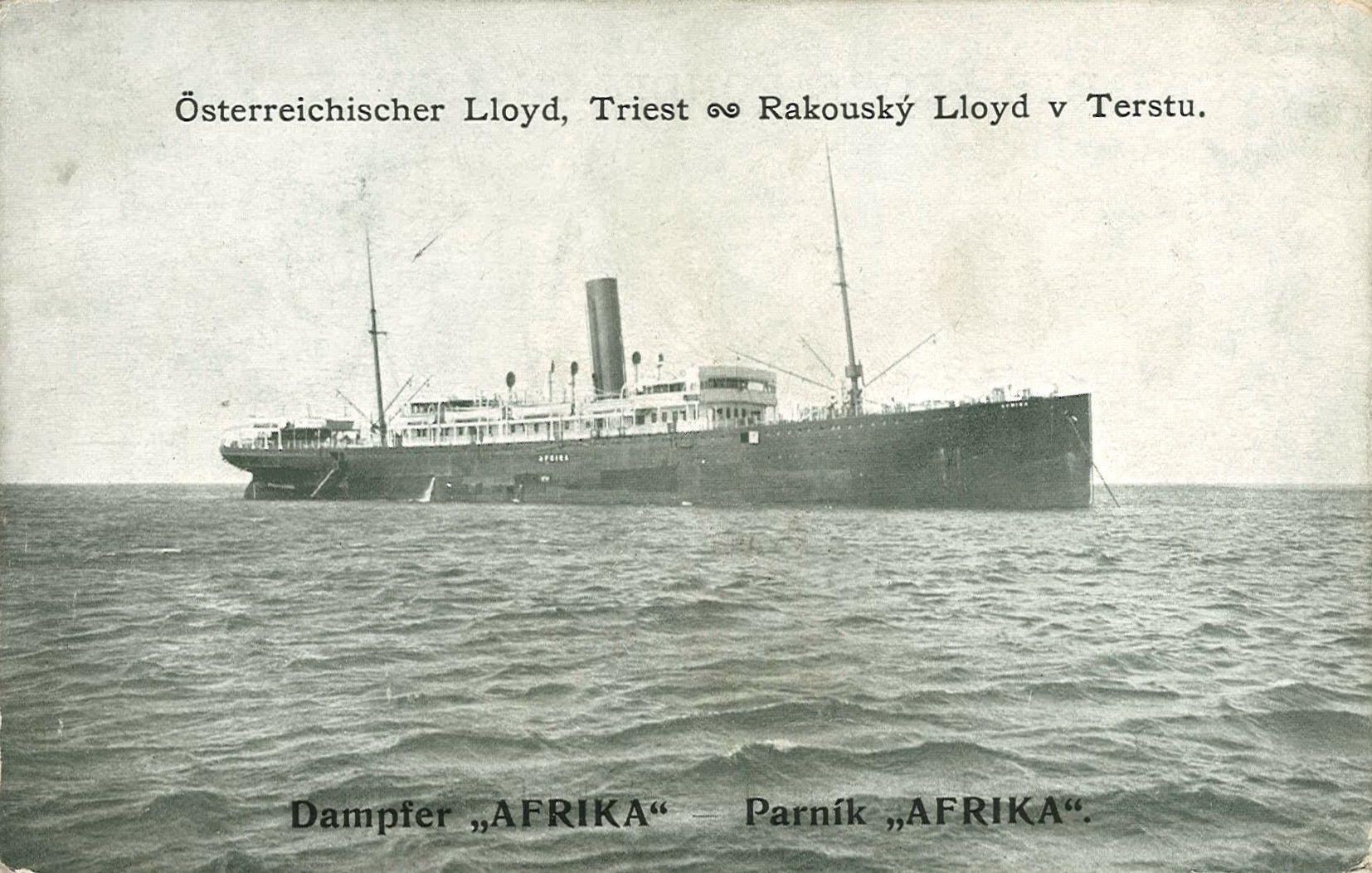
Doppelschraubendampfer Afrika

Der Lloyd hatte auch angestrebt, eine dauerhafte Ostafrika-Verbindung von Triest über Port Said, Suez, Aden, Mombasa, Sansibar bis Durban zu etablieren. Damit wurde aber die Deutsche Ost-Afrika Linie attackiert, die im Gegenzug ab März 1904 in den Verkehr des Lloyd mit Bombay („General“) drängte. Die sich aus diesem Konflikt letztlich ergebende Vergleichsvereinbarung führte zu einer Beendigung der Aktivitäten des Lloyd im Ostafrika-Verkehr Ende 1906. Die zuvor dort eingesetzten „Africa“ und „Koerber“ wechselten in die Bombay-Linie, wo sie, assistiert von der „Imperator“ und „Bohemia“, als Flaggschiffe die nächsten sechs Jahre ihren Dienst tun sollten –, zumal die „Imperatrix“ nahe Kreta am 21. Februar 1907 verloren gegangen war. Auch die „Imperator“ erlitt nur zwei Jahre später das Schicksal ihres Schwesterschiffs und musste durch die „Semiramis“ ersetzt werden.

### Stand der Linien vor Beginn des Ersten Weltkriegs

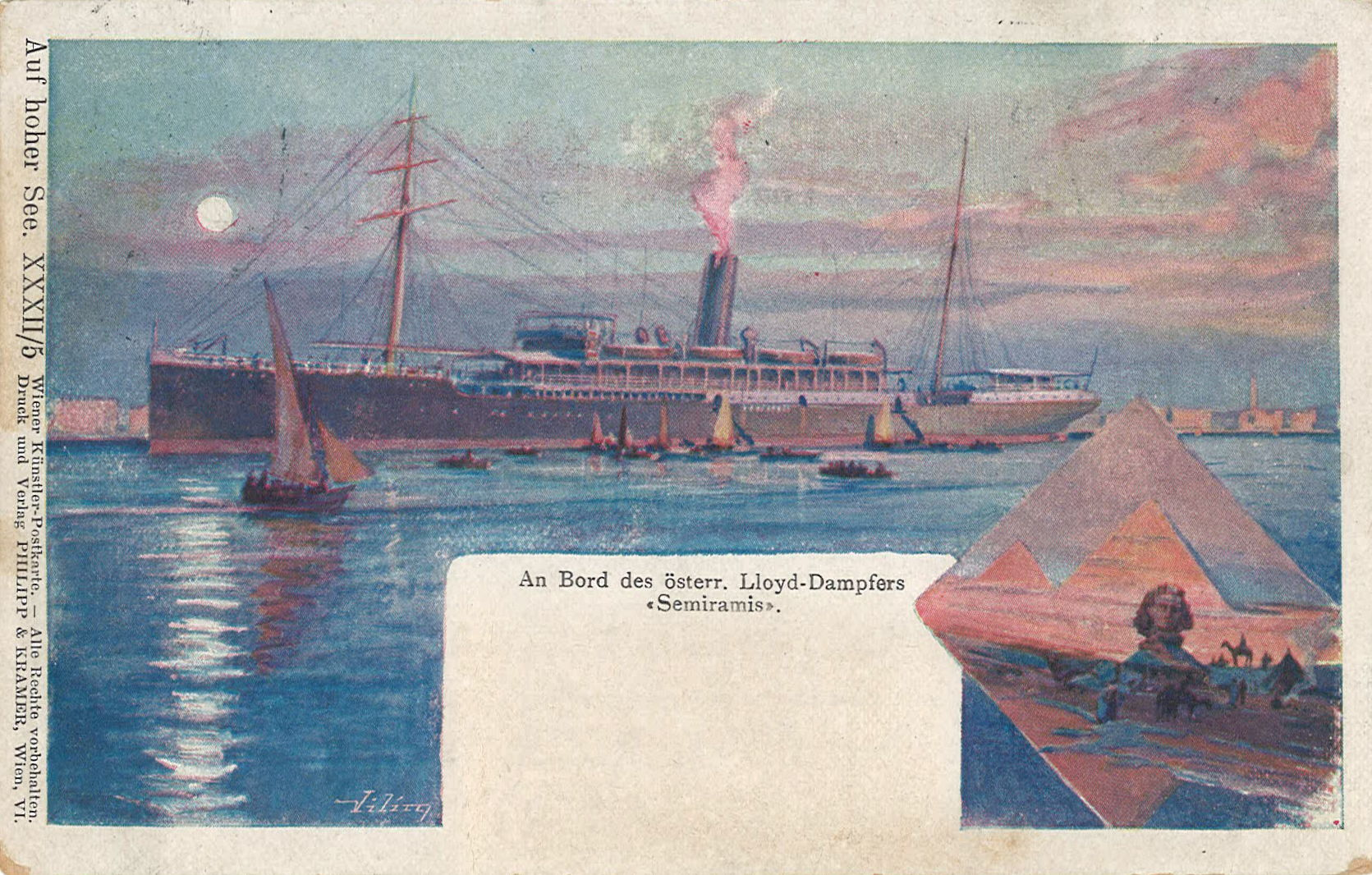
Dampfer Semiramis

Bis zum Ausbruch des Ersten Weltkriegs 1914 betrieb der Österreichische Lloyd folgende regelmäßige Linien (genannt werden nur die wichtigsten Häfen der Linien):
- Adriatischer Dienst
  - Triest–Spalato–Cattaro (Eildienst, dreimal wöchentlich)
  - Triest–Spalato–Cattaro–Durazzo–Korfu–Santa Maura (wöchentlich)
  - Triest–Budua–Spizza (wöchentlich)
  - Triest–Venedig (3 Mal wöchentlich; im Sommer täglich)
- Mittelländischer und Schwarzmeer-Dienst
  - Triest–Brindisi–Alexandrien (Eildienst, wöchentlich)
  - Triest–Brindisi–Korfu–Patras–Piräus–Konstantinopel (Eildienst, wöchentlich)
  - Triest–Gravosa–Alexandrien–syrischer Hafen (wöchentlich)
  - Triest–Korfu–Smyrna–Konstantinopel (wöchentlich)
  - Triest über thessalische Häfen nach Konstantinopel (wöchentlich)
  - wöchentliche Verbindungen zwischen Konstantinopel und Braila, Odessa, Nikolajew sowie Batum
- Indo-chinesischer und japanischer Dienst
  - Triest–Port Said–Aden–Bombay (Eildienst, zweimal monatlich; zwischen Mai und August monatlich; ab 1881)
  - Triest–Port Said–Kurachee–Madras–Colombo–Rangoon–Calcutta (2 Mal monatlich; Warenlinie ohne Passagieraufnahme)
  - Triest–Port Said–Aden–Colombo–Singapur–Hongkong–Shanghai (Eildienst, monatlich; ab 1881)
  - Triest–Port Said–Bombay–Singapur–Hongkong–Shanghai–Yokohama–Kōbe (Eildienst, monatlich; ab 1892)

Bei vielen Linien versuchte man die Namen der eingesetzten Schiffe mit Österreich oder Zielhäfen in Verbindung zu bringen. So wurden auf der Eillinie nach Griechenland und Konstantinopel Schiffe mit Städtenamen wie Bregenz, Brünn, Leopolis, Linz, Graz und Prag eingesetzt. Auf der Postdampferlinie in die Levante und das Schwarze Meer waren die Schiffe nach Ländern (Carinthia, Carniolia, Dalmatia, Salzburg, Styria, Tirol) sowie Kurorten (Abbazia, Gastein, Karlsbad, Meran) benannt. Eine andere Gruppe bildeten die Schiffe mit Namen aus der Mythologie und der Geschichte des Altertums (Amphitrite, Elektra, Euterpe, Urano, Cleopatra und Seramis), die ebenfalls die Levantelinie befuhren.

### Beispiele für verwendete Frachtbriefe

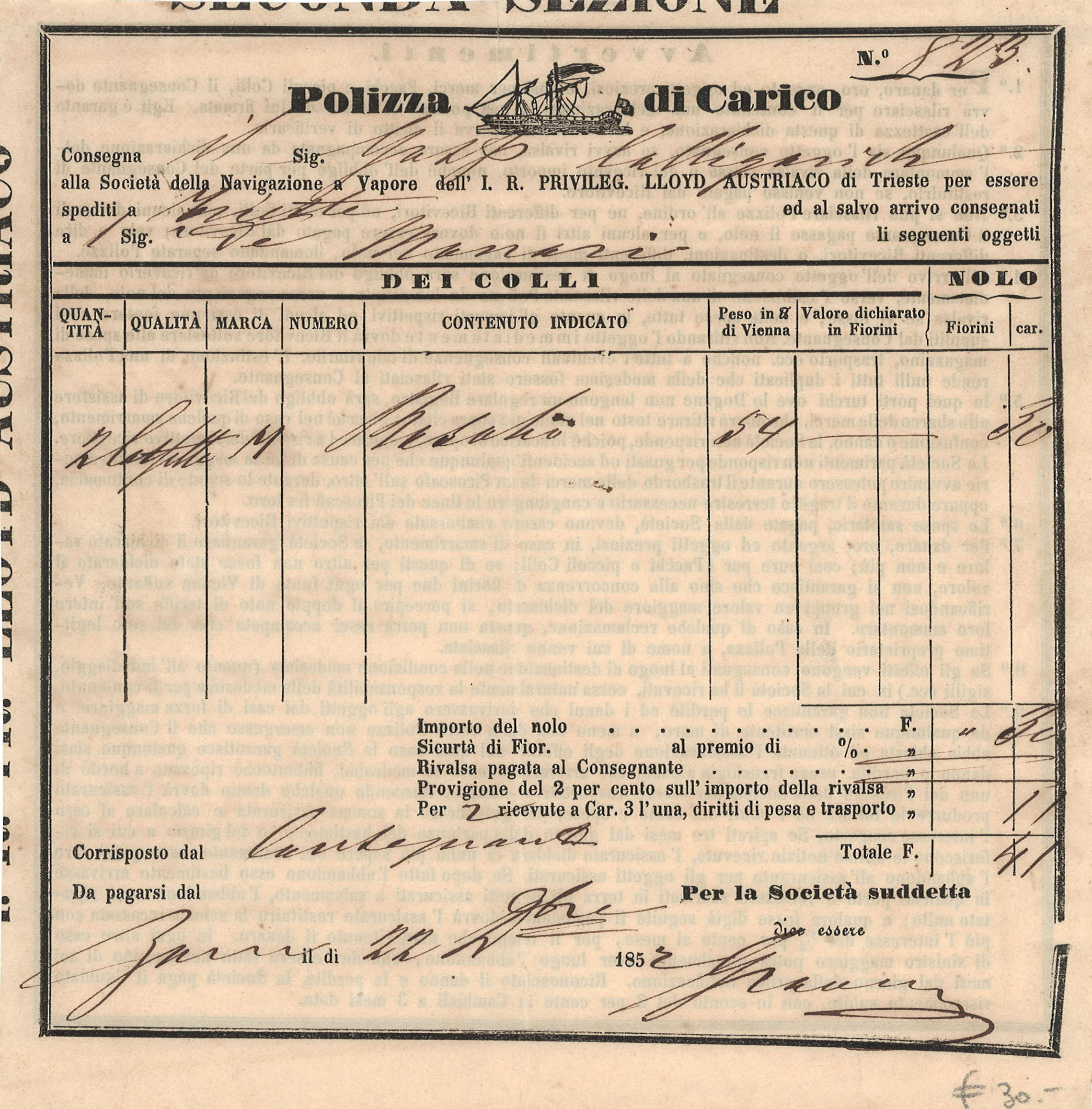
Frachtbrief des Österreichischen Lloyd vom 22. Dezember 1852, Transport von 2 Kästen Likör von Bari nach Triest (190 × 200 mm)
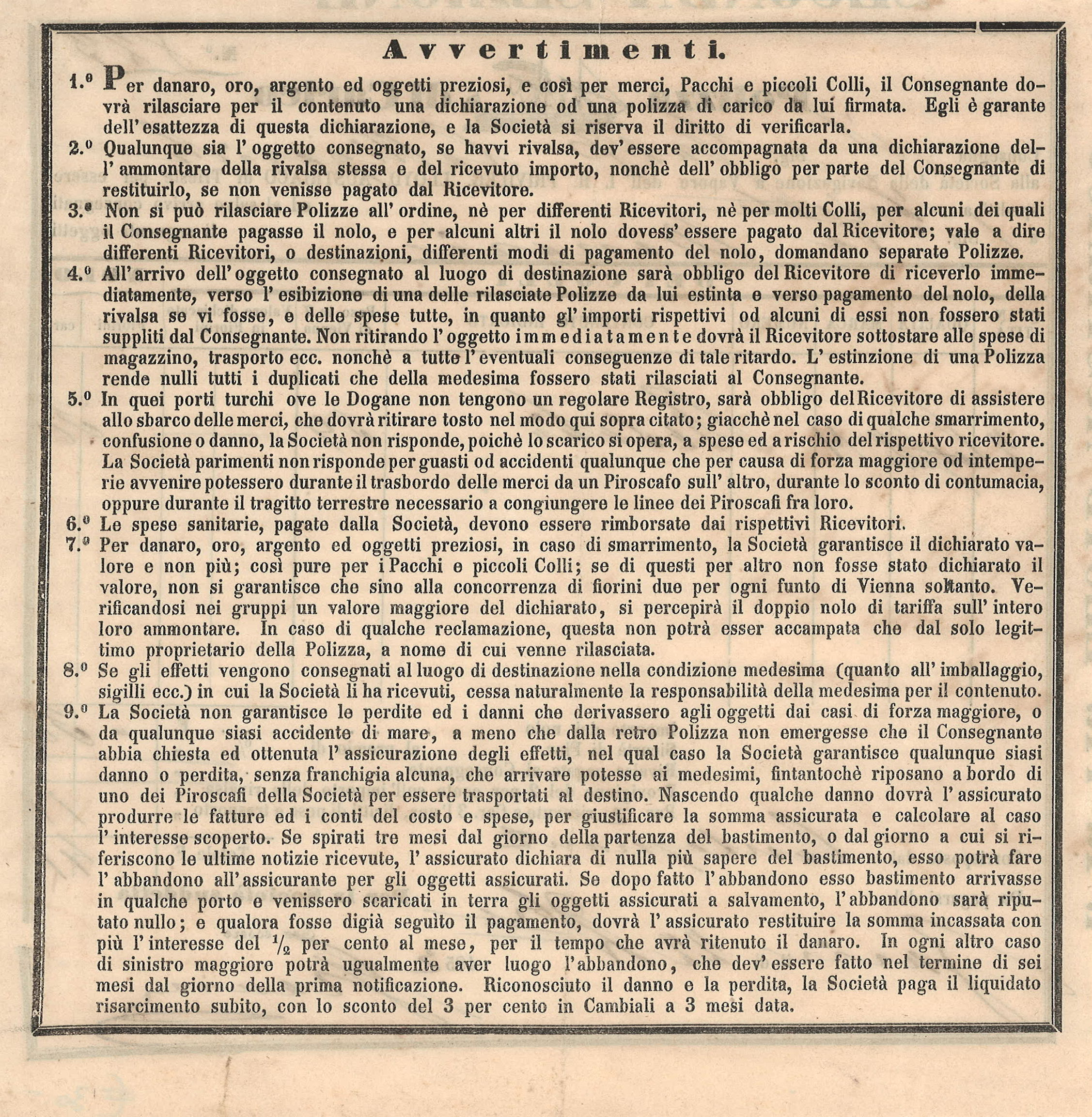
Rückseite mit Tarifbestimmungen
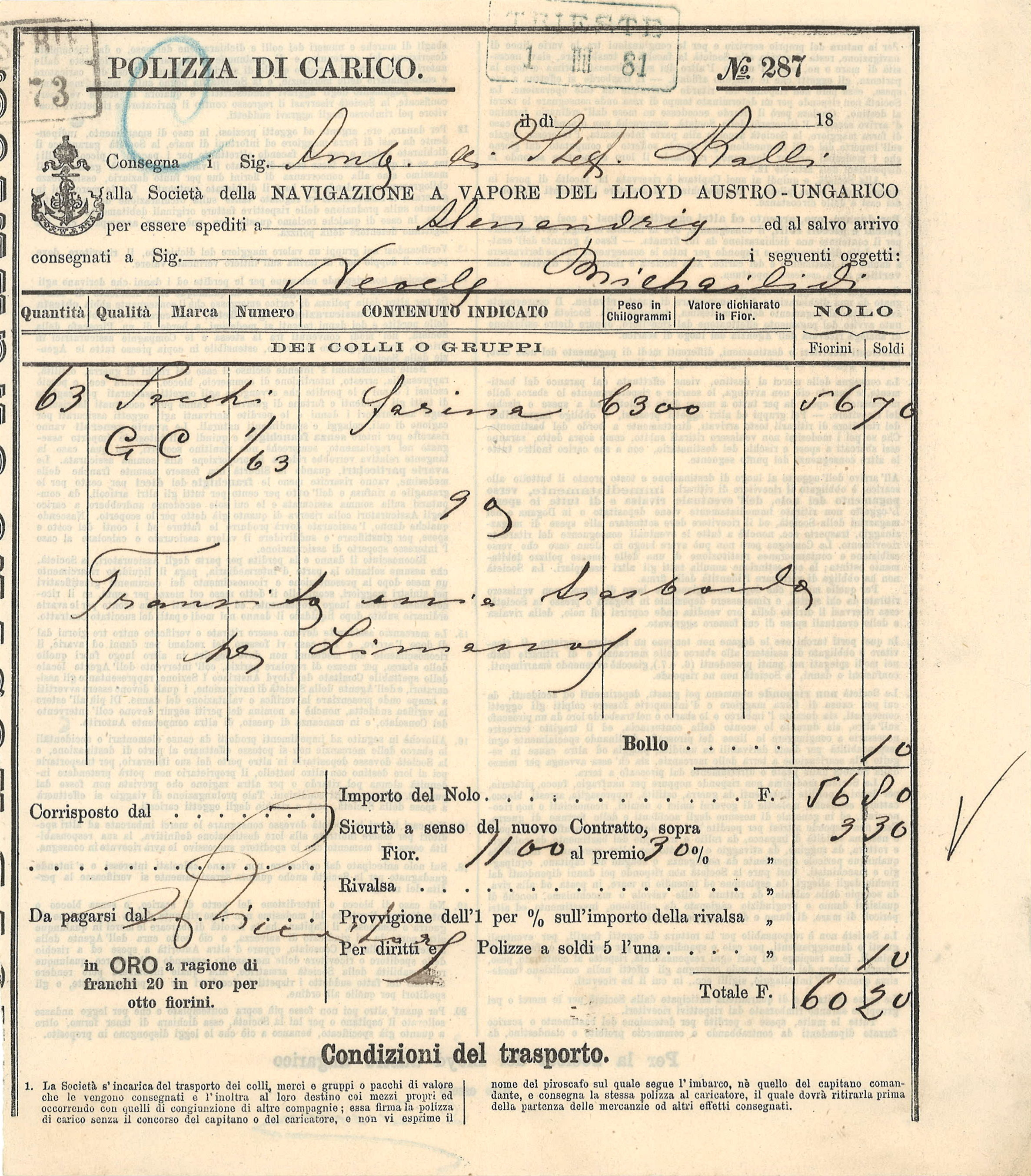
Frachtbrief des Österr.-Ungarischen Lloyd vom 1. März 1881, Transport von 63 Sack Mehl von Triest nach Alexandria (190 × 200 mm)
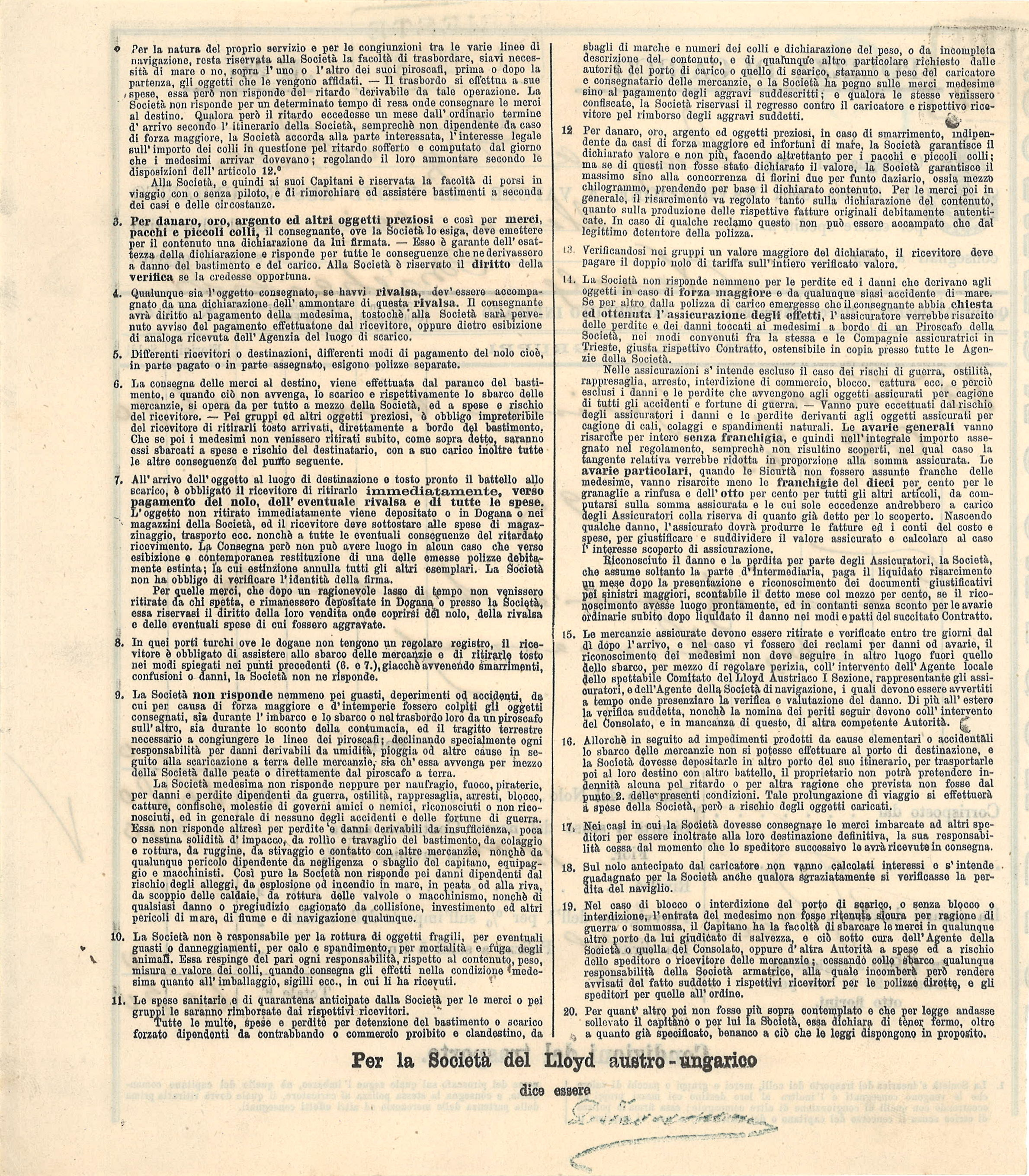
Rückseite mit Tarifbestimmungen

### Beispiele für verwendete Fahrkarten

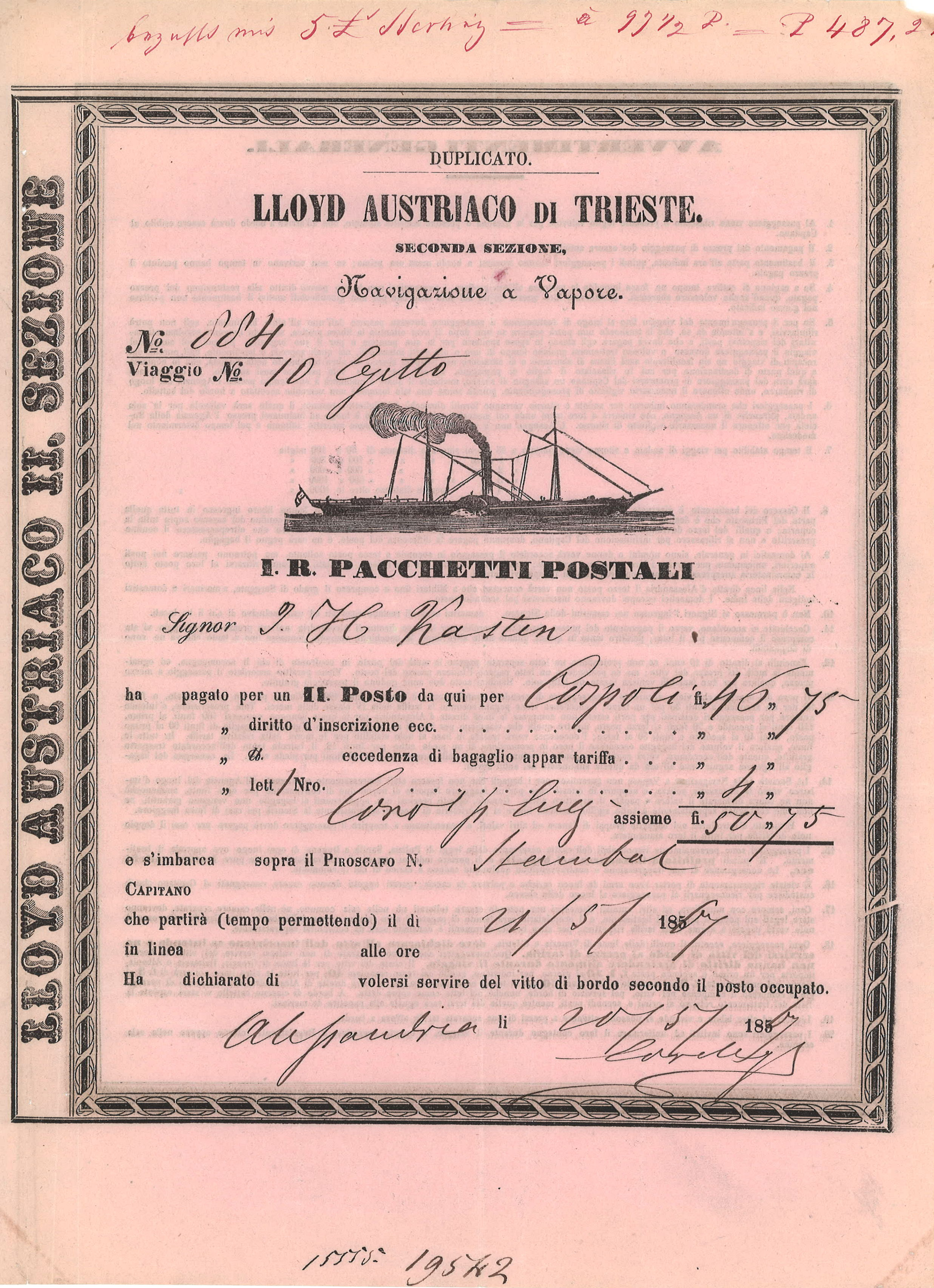
Fahrkarte 2. Klasse, Alexandria–Konstantinopel (Cospoli)[35] am 21. Mai 1859 mit der Stambul (225 × 287 mm)
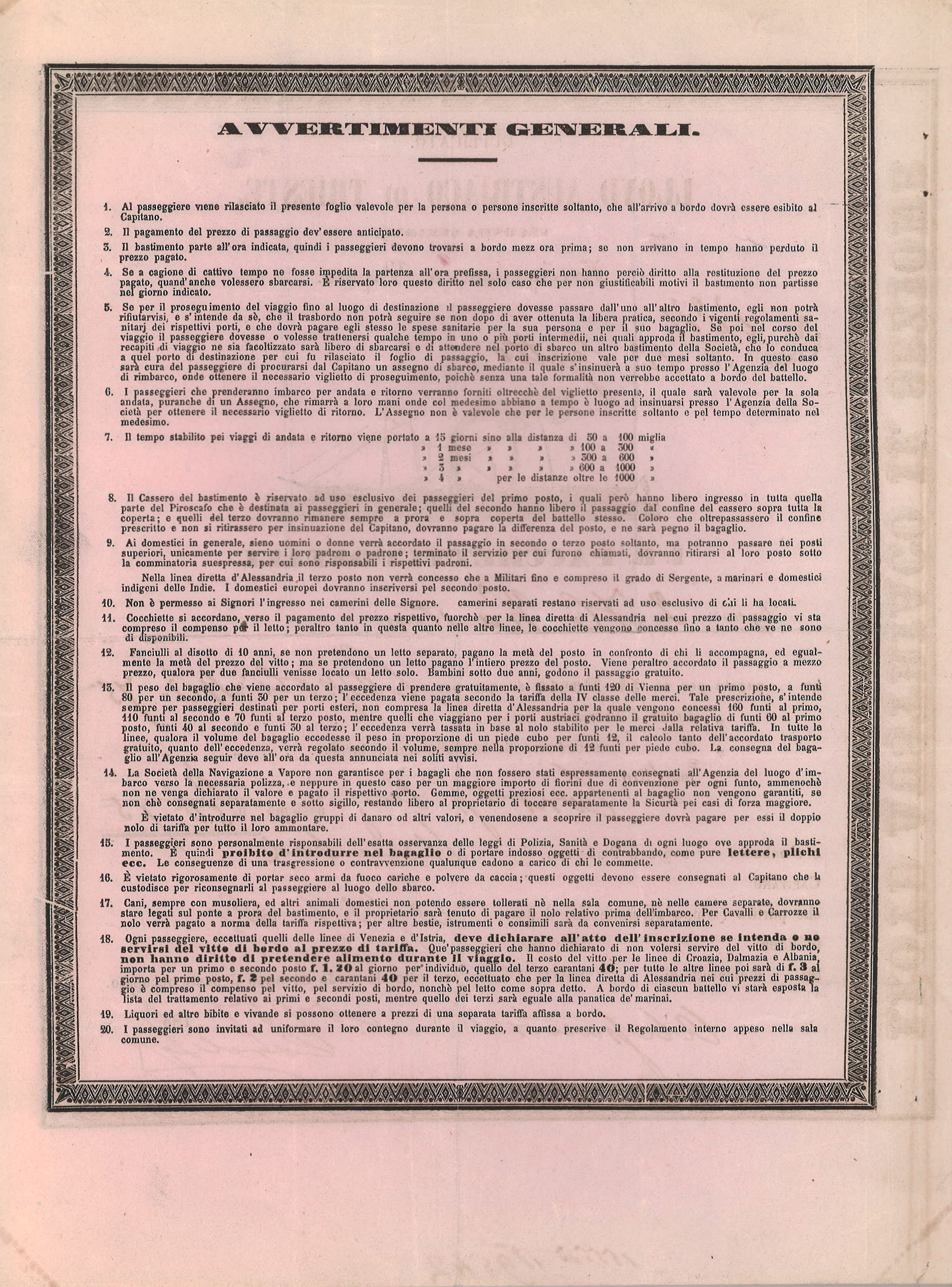
Rückseite mit Tarifbestimmungen
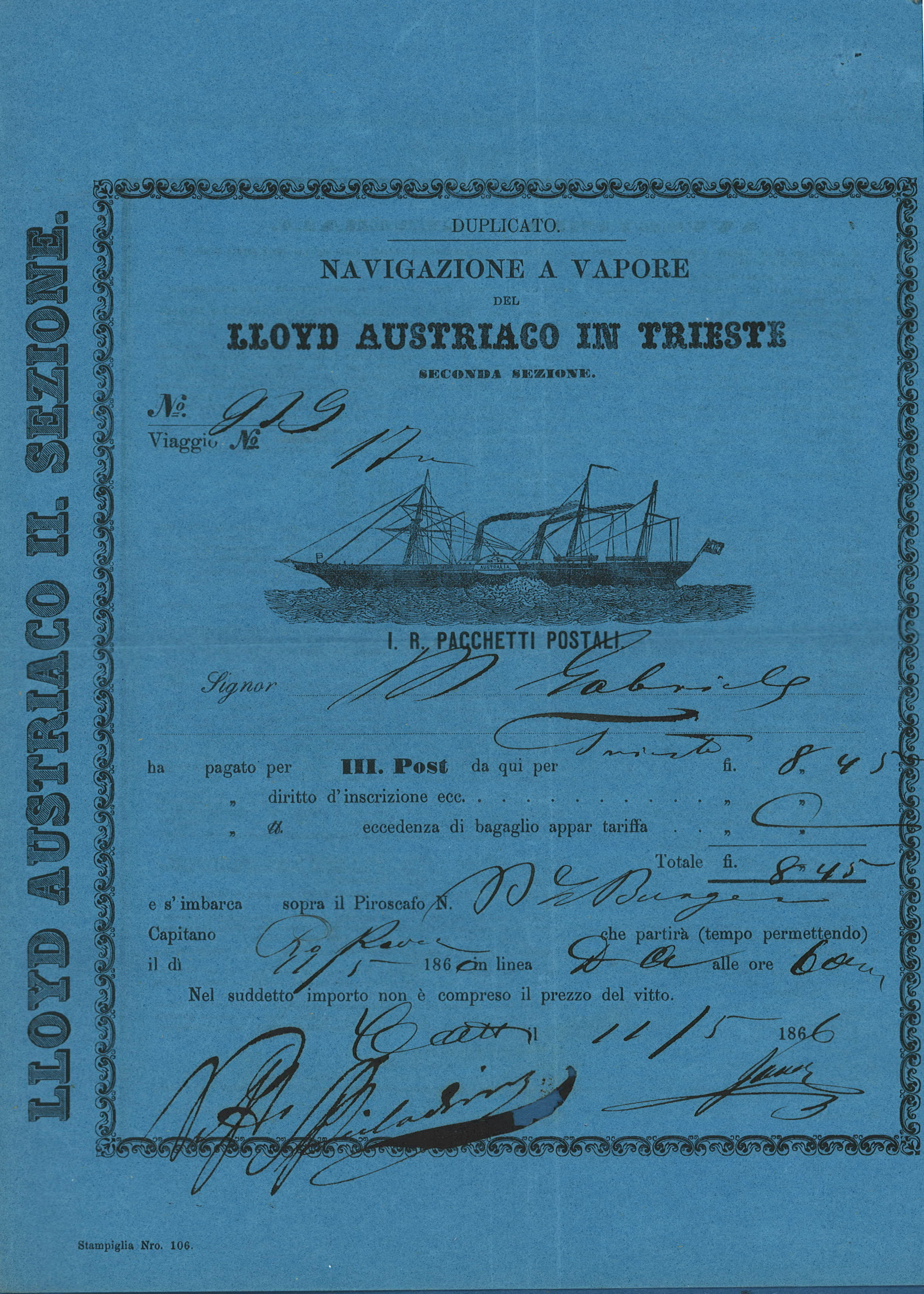
Fahrkarte 3. Klasse, NN–Triest am 11. Mai 1866 mit der Barone Burger
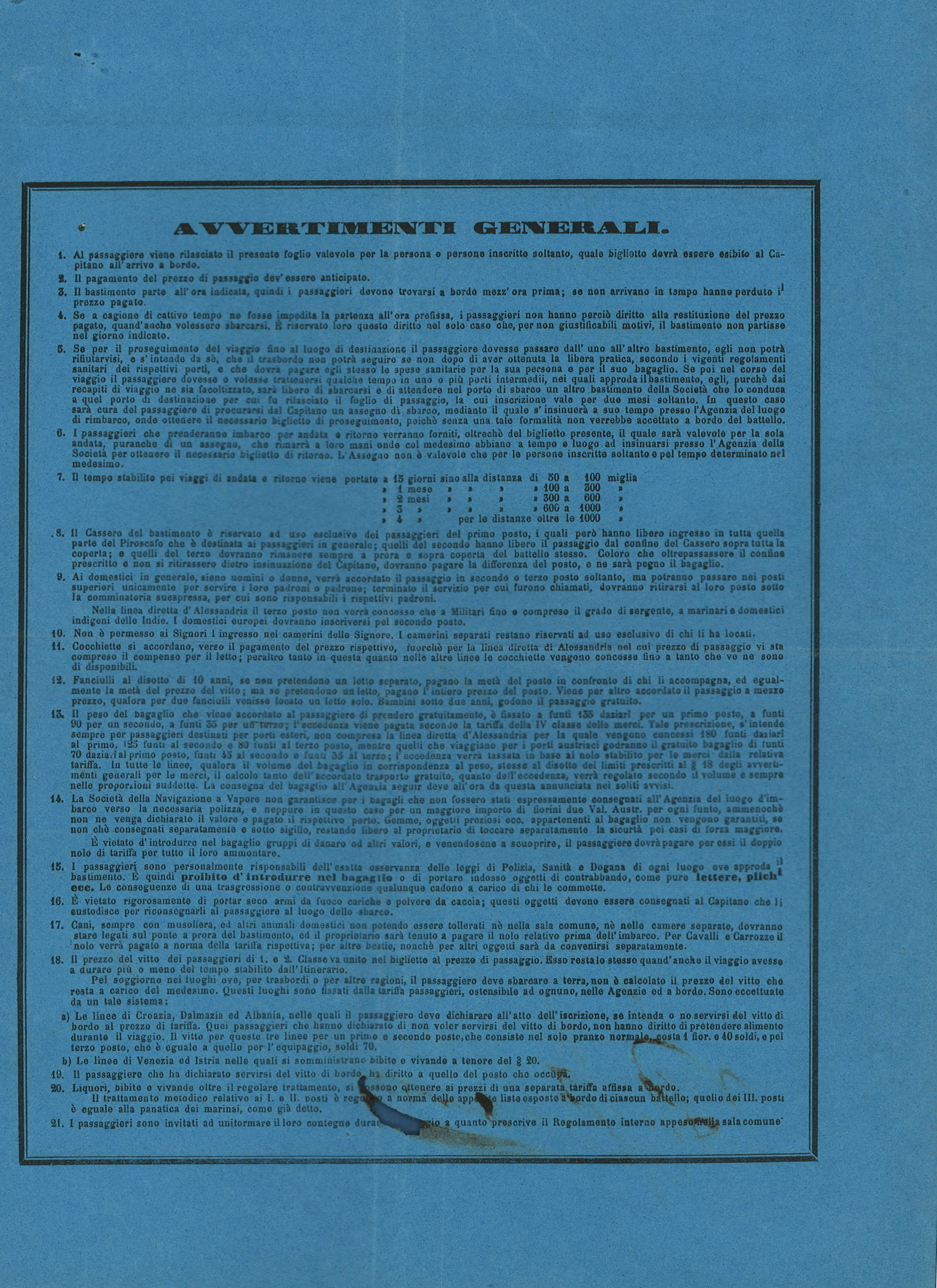
Rückseite mit Tarifbestimmungen

## Der Österreichische Lloyd im Ersten Weltkrieg und die anschließende Auflösung
| Schiffsname               | gebaut in  | Stapellauf         | BRT (in t) | PS     |
| ------------------------- | ---------- | ------------------ | ---------- | ------ |
| Gablonz                   | Triest     | 3. Mai 1912        | 8.448      | 8.000  |
| Marienbad                 | Triest     | 23. Januar 1913    | 8.448      | 8.000  |
| Austria                   | Triest     | 4. Mai 1901        | 7.588      | 3.300  |
| Helouan                   | Triest     | 24. Juli 1912      | 7.367      | 10.000 |
| Wien                      | Triest     | 4. März 1911       | 7.367      | 10.000 |
| Innsbruck                 | Triest     | 9. Mai 1914        | 7.077      |        |
| Nippon                    | Sunderland | 14. Oktober 1901   | 6.317      | 3.000  |
| Erzherzog Franz Ferdinand | Triest     | 1. April 1899      | 6.046      | 3.600  |
| China                     | Newcastle  | 14. März 1900      | 5.732      | 3.000  |
| Vorwärts                  | Triest     | 22. September 1906 | 5.980      | 3.450  |

### Erster Weltkrieg
Zu Beginn des Ersten Weltkriegs befanden sich viele Schiffe des Lloyds verstreut auf den Ozeanen der Welt. Einige Schiffe mussten Schutz in neutralen Häfen suchen, zahlreiche wurden von der k. u. k. Kriegsmarine für Transporte und als Hospitalschiffe benötigt. Die Schicksale der Schiffe im konkreten (nicht erwähnte verblieben meist in sicheren Häfen):
- 08 Schiffe wurden in feindlichen Häfen beschlagnahmt:
  - an England: Körber (Shanghai-Eildampfer), Ezh. Franz Ferdinand (Japan-Postdampfer) und Marquis Bacquehem
  - an Frankreich: Marienbad (in Griechenland beschlagnahmt)
  - an China: Bohemia. Silesia und China (alle drei in Shanghai beschlagnahmt)
  - an Portugal: Vorwärts (fand 1914 Schutz im indoportugiesischen Hafen Marmugao, wurde dort jedoch nach zwei Jahren von Portugal beschlagnahmt und von der Staatsreederei Transportes Maritimos do Estado als India weiterbetrieben. Da Portugal Österreich-Ungarn nie den Krieg erklärt hatte, ersuchte der Lloyd um Rückgabe des Schiffs oder Ersatzzahlung. Portugal reagierte jedoch mit einer Kriegserklärung, die die Beschlagnahmung nachträglich rechtfertigen sollte. Das Schiff brannte 1921 im Hafen von Lissabon ab.)
- 01 Schiff überstand den Krieg in einem neutralen Hafen: Thalia (in Amsterdam)
- 07 Schiffe wurden auf einen Marinestützpunkt im nur schwer erreichbaren Prokljan-See in Sicherheit gebracht und abgerüstet.
- 05 Schiffe wurden als Hospitalschiffe eingesetzt: Wien, Helouan, Afrika, Elektra, Tirol
- 28 Schiffe wurden als Transporter für die österreichisch-ungarische Balkanarmee requiriert. 10 davon wurden trotz Schutz durch die k. u. k. Kriegsmarine im Laufe des Krieges beschädigt, elf sanken durch Minen oder feindlichen Beschuss.

Bei den 33 im Krieg verwendeten Lloyd-Schiffen kam es aufgrund von Unfällen, Beschuss und Auflaufen auf Minen zu zahlreichen Toten. Im Folgenden werden nur wenige, beispielgebende, genannt. Die erste Katastrophe war der Untergang der Baron Gautsch, die vor Brijuni auf eine Mine lief und sank (siehe Österreichische Handelsmarine, Abschnitt Unglücke). Die größte Katastrophe war jedoch der Untergang der als Transportschiff für die Balkanarmee eingesetzten Linz. In der Nacht von 18. auf 19. März 1918 sank das Schiff nach Torpedierung vor der albanischen Küste beim Kap Rodon. Die Kabinen der schlafenden Passagiere befanden sich unter Deck, weshalb die meisten im Schlaf von den hereinbrechenden Wassermassen überrascht wurden. Von den mehr als 3.000 Passagieren überlebten nur 291 (ältere Angaben sprechen von 663 Toten und einer unbekannten Anzahl von Überlebenden). Mehrmals konnten sich, zumeist von französischen U-Booten torpedierte Lloyd-Transporter oder -Hospitalschiffe noch an Land oder einen Hafen retten. So beispielsweise die Elektra, die nach französischer Torpedierung nur zwei Tote zu verzeichnen hatte, und sich durch Anlaufen eines Strandes vor dem Untergang retten konnte, und die Tirol, die nach Torpedierung zwar 40 Tote zu verzeichnen hatte, aber von einem anderen Lloyd-Schiff zum Marinestützpunkt Pola geschleppt und repariert werden konnte.

### Das Unternehmen nach der Auflösung der k.u.k. Monarchie

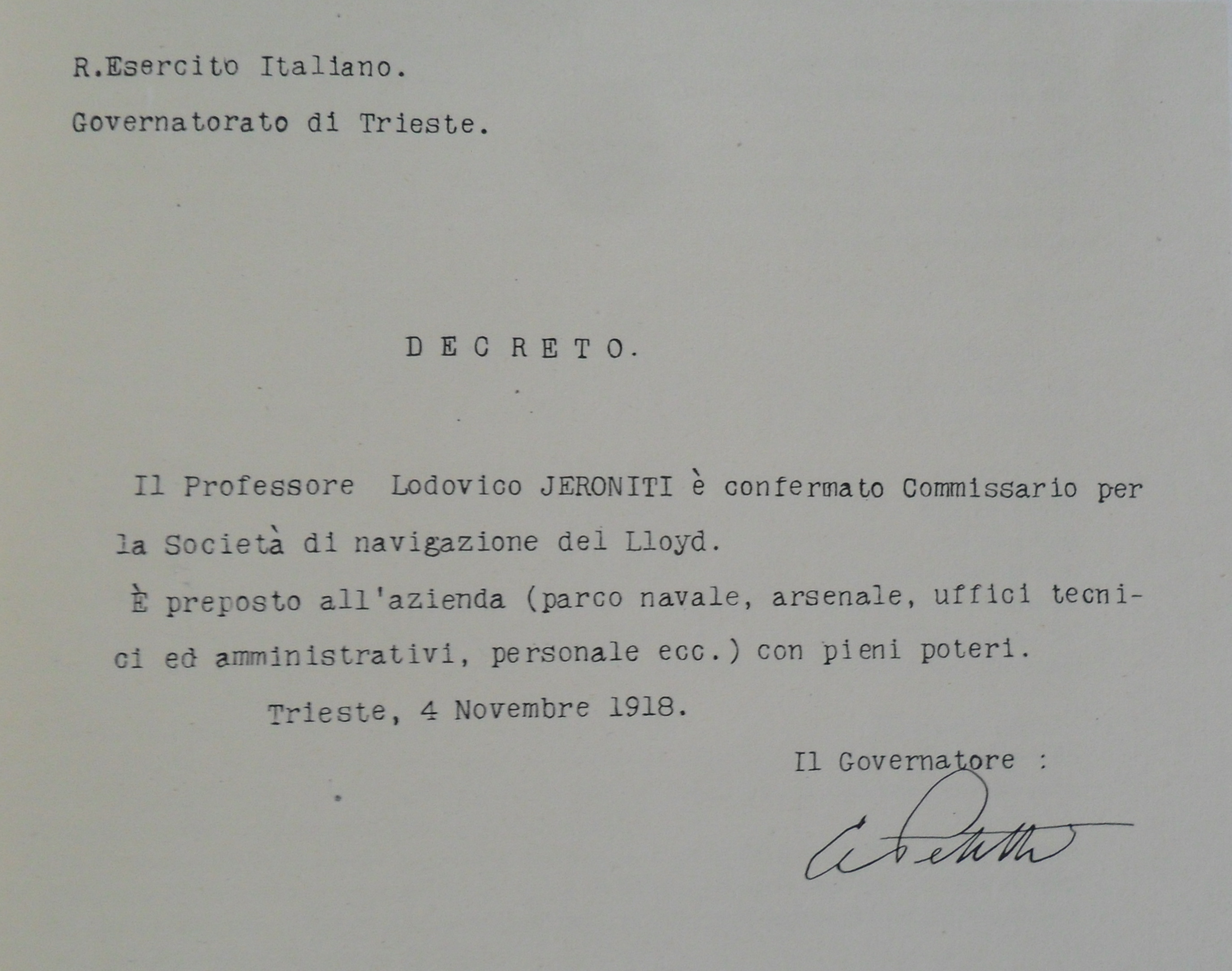
Dekret vom 4. November 1918 über die Ernennung von Lodovico Jeroniti als Kommissar des ÖL, womit das Ende des alten Lloyds eingeläutet wurde

In den fünf Kriegsjahren hatte die Gesellschaft einen Verlust von über 15 Millionen Kronen angehäuft. Am 4. November 1918 wurde Lodovico Jeroniti durch den Gouverneur von Julisch Venetien, Carlo Petitti di Roreto, zum provisorischen Kommissar des Lloyd ernannt. Der alte Vorstand trat dann „aufgrund veränderter Verhältnisse“ am 28. November 1918 zurück. Die Banca Commerciale Italiana kaufte das Unternehmen nach Intervention der italienischen Regierung zum Preis von 1.000 Lire je Aktie dem bisherigen Besitzer, der Wiener Union Bank, ab. Zunächst fuhren die Schiffe, wie in den Pariser Vorortverträgen festgelegt, unter interalliierter (weiß-blau-weißer) Flagge weiter. Bereits 1919 wurden Verbindungen in die Levante, nach Indien und in den Fernen Osten wieder aufgenommen, sowie das Agenturnetz neu aufgebaut, es fuhren jedoch nur Frachtschiffe. Ende 1920 waren bereits wieder 125 Agenturen in Betrieb. Als die Gefahr gebannt war, der Lloyd könnte als Kriegsbeute von einer der Alliierten Mächte beschlagnahmt werden (was im anglo-franko-italienischen Abkommen von 1921 ausgeschlossen wurde), wurde auch der Passagierdienst wieder aufgenommen. 1921 wurde das Unternehmen in Lloyd Triestino umbenannt und mit 40 verbliebenen Schiffen weitergeführt, sowie in den folgenden Jahren und Jahrzehnten weiter ausgebaut. Zum Ankauf neuer Schiffe erfolgte 1926 eine Kapitalerhöhung von 100 auf 150 Millionen Lire.
1998 wurde Lloyd Triestino vom taiwanesischen Konzern Evergreen Marine aufgekauft und als Tochtergesellschaft weitergeführt. Im März 2006 wurde Lloyd Triestino in Italia Marittima umbenannt.

## Bordverpflegung
Für die wegen ihrer Qualität vielfach gerühmte Bordverpflegung druckte die Reederei mehrsprachige, grafisch anspruchsvolle gestaltete Faltkarten für das Tagesmenü. Das Angebot an Weinen und sonstigen Getränken wurde durch den ÖL mit entsprechenden Getränkekarten präsentiert.

## Werbung
Für seine Liniendienste in der Adria, im Mittelmeer sowie im Nahen und Fernen Osten stellte der ÖL vor allem in den letzten Jahren vor dem Ersten Weltkrieg jährlich überarbeitetes Prospektmaterial bereit. Mit diesem wurden die Reiseziele und die entsprechenden Fahrtrouten vorgestellt sowie Angaben zu den Beförderungskonditionen (Preise und Buchungsbedingungen) und den eingesetzten Schiffen gemacht, die zum Teil mit ausführlichen Beschreibungen einschließlich Fotografien vorgestellt wurden. Die Prospekte waren zumeist in deutscher und englischer, teilweise auch in französischer Sprache abgefasst und mit zahlreichen Fotos, Landkarten, Flaggentafeln, Decksplänen und Fahrplänen ausgestattet. Die Einbände wurden mitunter von namhaften Künstlern gestaltet, wie Georg Holub, Giuseppe Miceu oder Remigius Geyling. So gab es umfängliche Broschüren für den Mittelmeerdienst und den Ostasien-Dienst. Für die Adria–Linien wurden kleinere Prospekte für Dalmatien oder den Venedig-Dienst aufgelegt. Für das Kreuzfahrtschiff Thalia erschienen von 1907 bis 1914 spezielle Werbedrucke in 5 Sprachen; zusätzlich wurden hier in Prospekte in italienischer und tschechischer Sprache gedruckt. 
Zu den Lloyd-Fahrten wurde auch umfangreich in der österreichischen, aber auch in der deutschen Tagespresse von der Reederei inseriert und diverse farbenprächtige Plakate gedruckt, die auch in den Lloyd-Geschäftsstellen aushingen. Für deren Außenwerbung wurden dort auch Emailleschilder eingesetzt.

## Unfälle

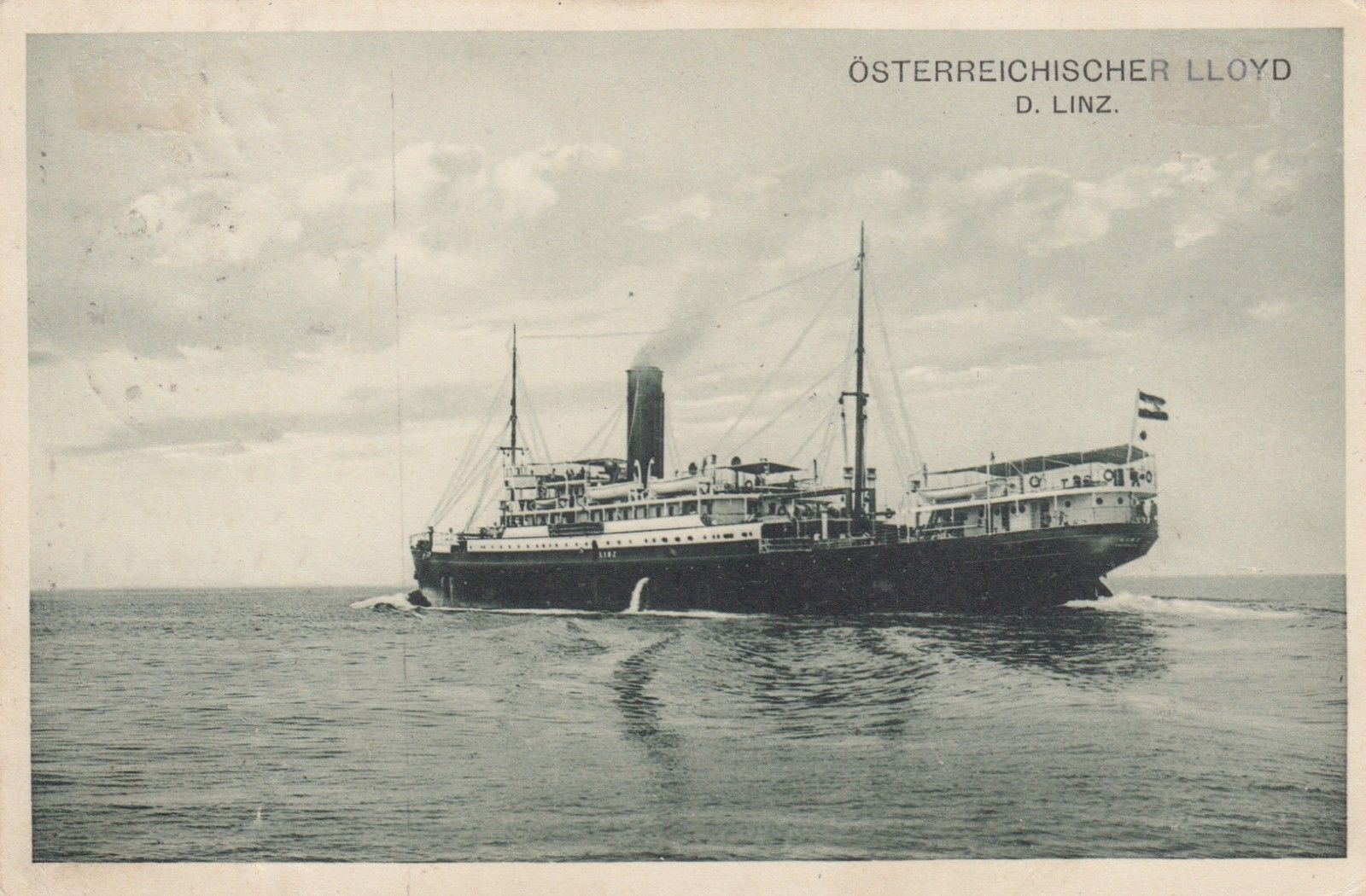
Der Dampfer Linz wurde 1918 versenkt

Nur kurz nach Aufnahme der Geschäftstätigkeit geschahen bereits zwei Zusammenstöße mit Schiffen ausländischer Gesellschaften. Im November 1837 kollidierte der Lloyddampfer Arciduca Ludovico mit dem französischen Dampfer Dante in den Gewässern vor Scio und 17 Tage später mit dem französischen Dampfboot Leonidas im Hafen von Konstantinopel. Als Ursache für die Zusammenstöße wurden eher willkürliche Akte der etablierten Linien gegenüber dem jungen Konkurrenten, dem Österreichischen Lloyd, angenommen als menschliches Versagen. So intervenierte auch Staatskanzler Fürst Metternich bei der französischen Regierung, um die „Wiederkehr ähnlicher Begegnisse“ zu verhüten.
Zu den schwersten Schiffskatastrophen in der Geschichte des Lloyds gehören der Untergang der Imperatrix vor Kreta (1907) sowie der Verlust der Linz mit kolportierten 2.700 Todesopfern im Ersten Weltkrieg.

## Sonstiges

### Postverkehr an Transportkunden und Passagiere

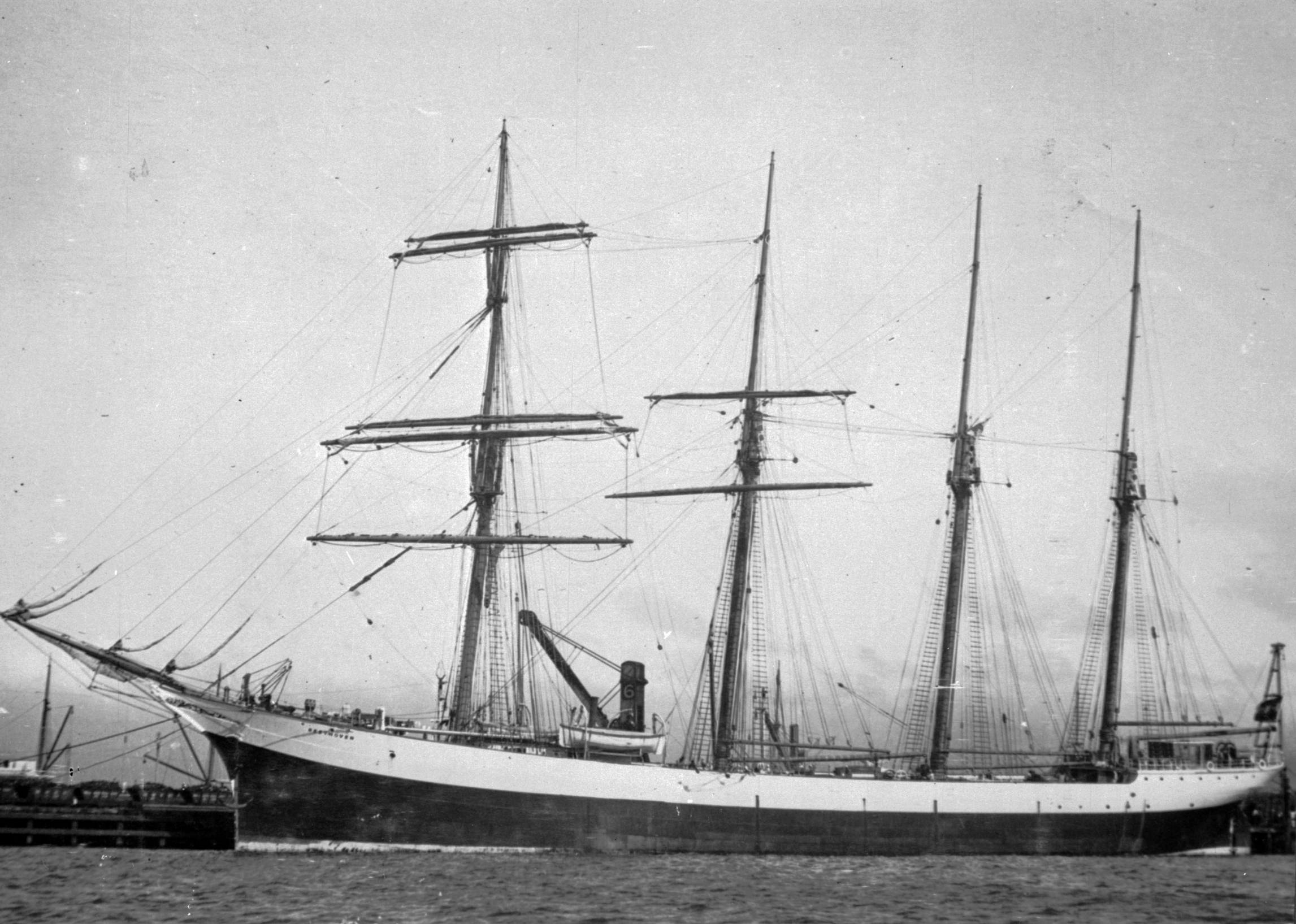
Viermastbarkentine SSS Beethoven (1904 – 1914 verschollen)

Die Gesellschaft verwendete für den Briefverkehr mit ihren Kunden Siegelmarken mit dem Reederei-Logo und der Umschrift „Dampfschiffahrt-Gesellschaft“. Sie kommen in mehreren Varianten in deutscher und italienischer Sprache sowie mehreren Farben, z. B. blau, braun, lila und grün, vor. In späterer Zeit wurde auf die Briefumschläge rückseitig farbig das Reedereiwappen und darunter der zweizeilige Schriftzug „OESTERR. LLOYD / TRIEST“ gedruckt.

### Beteiligung am SegelschulschiffBeethoven
Auch in Österreich war die Erlangung der Kapitäns- und Steuermannspatente an eine bestimmte Einschiffungszeit auf einem Segelhandelsschiff geknüpft. Da deren Zahl immer weiter zurückging, wollte man sich auch in Österreich eines Segelschulschiffes bedienen, um den Offiziersnachwuchs für die Handelsmarine gründlich ausbilden zu können. Nach langen Finanzierungsproblemen konnte eine Reedergemeinschaft unter Beteiligung des Österreichischen Lloyd – weitere mitfinanzierende Reedereien waren Austro-Americana, Tripcovich und Navigazione Libera Triestina – 1913 die gut 100 m (Lüa) lange Viermastbarkentine Beethoven von der Reederei Daniel Steen, Tønsberg – zuvor lief sie bis 1911 bei A. C. de Freitas & Co. (Hamburg) –, ankaufen. Bei ihrer Jungfernfahrt 1914 fuhr sie mit einer Kohleladung (3.104 t) am 29. März 1914 von Newcastle (NSW) nach Valparaíso. Dort kam sie jedoch nie an. Sie gilt seitdem als verschollen. Durch den Ausbruch des Ersten Weltkriegs am 1. August 1914 geriet das Schicksal des Schiffs und seiner Besatzung von 36 Mann bald in Vergessenheit; der Verlust des direkten Hochseezugangs Österreichs im Ergebnis des Ersten Weltkriegs tat dazu ein Übriges.

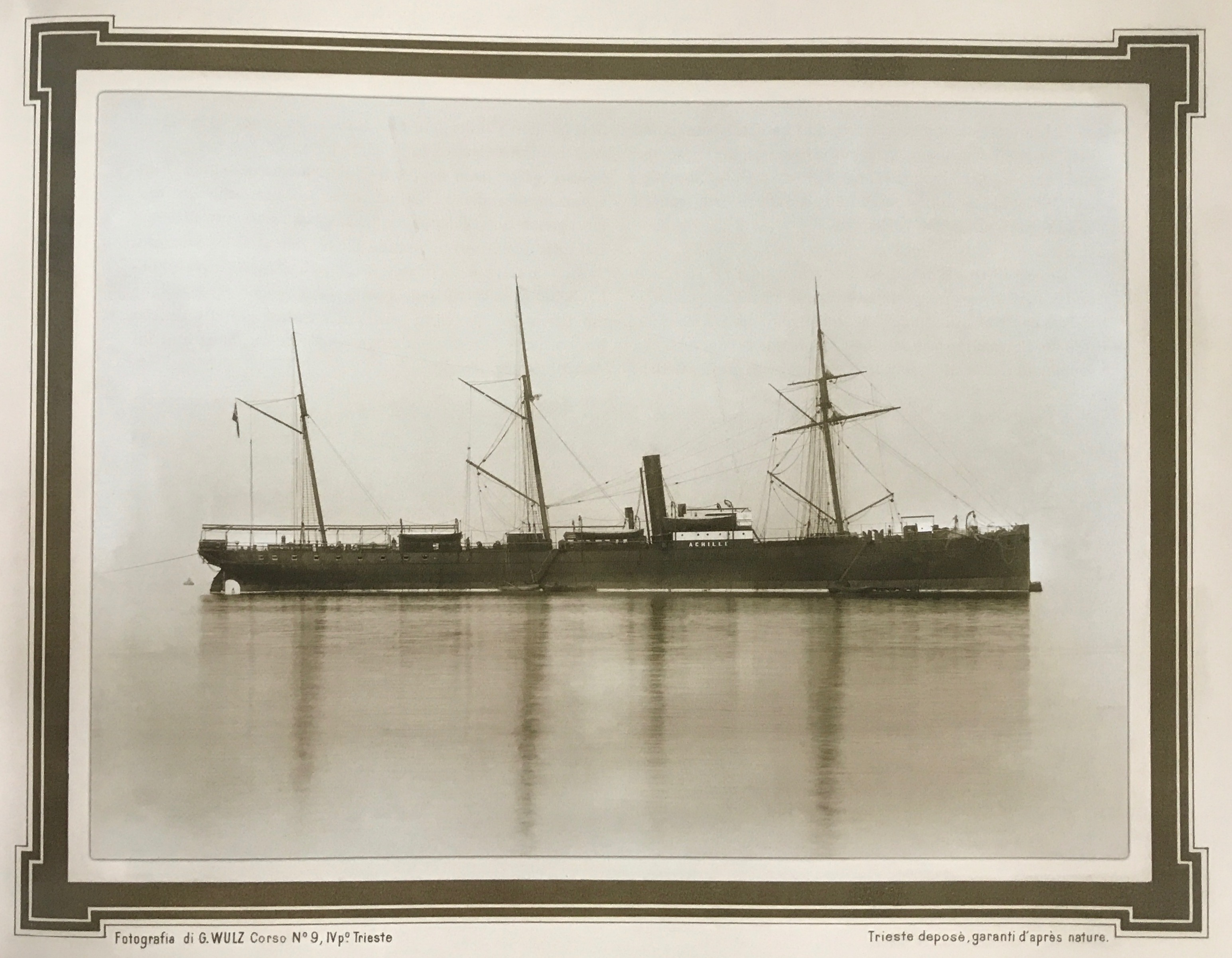
SS Achille (1874–1913) um 1890 (Foto aus Gatscher-Riedl: „Flottenkatalog“, S. 71)

### Abbildungen der Schiffe des Lloyd in seinem Auftrag
Der langen, auch der Repräsentation der wirtschaftlichen Stärke einer Reederei dienenden Tradition, Schiffsmaler mit der Darstellung in Dienst gestellter Schiffe zu beauftragen, folgte auch der Lloyd. So entstanden schon seit der frühen Zeit des Unternehmens viele Schiffsbilder, die die äußere Gestalt der Hochseefahrzeuge detailgetreu festgehalten haben und damit einen wichtigen Beitrag zu seiner Flottengeschichte leisten. Die erste Flottendarstellung von 10 Schiffen stammt bereits von 1838 von dem Triestiner Künstler Lorenzo Butti. Auch später wurden damals bekannte Marinemaler beauftragt, die die Schiffe im maritimen Umfeld malten, wie Basi Ivancovich (SS Imperator, 1888), oder Harry Heusser, der u. a. die 1911 bzw. 1912 in Dienst gestellten Schwesterschiffe Wien und Helouan malte. Letzterer schuf um 1910 eine umfangreiche farbige Postkartenserie, die die Schiffe unter Einbeziehung von Häfen und Landschaften zeigen, die von ihnen bei ihren Diensten passiert wurden. Direkt angestellt beim Lloyd war Anfang des 20. Jahrhunderts Giuseppe Miceu (1873–1909), der u. a. SS Baron Gautsch malte.
Sehr bald trat bei der 3. Sektion des Lloyd, seinem eigenständigen Verlagsunternehmen, das Interesse an der Fotografie als neuem Medium zutage. Im von ihm herausgegebenen Osservatore Triestino wurde bereits 1839 über Daguerreotypien berichtet und 1855 ein Fotostudio eingerichtet. Aber wohl erst zwischen 1885 und 1890 kam es zu einer systematischen fotografischen Erfassung der Lloyd-Flotte. Dabei wurden die Schiffe auf 72 Aufnahmen von dem bekannten Triester Fotografen Giuseppe Wulz auf Fotoplatten gebannt, als sie jeweils in der Bucht vor Muggia ankerten. Die Albuminabzüge von den 230–240 mm hohen und 310–320 mm breiten Aufnahmen wurden auf 395 × 400 mm große Passepartouts aufkaschiert. Sie enthielten Namen und Adresse des Ateliers und sind als geschlossener Bestand im Archivio storico del Lloyd Triestino (ASLT) archiviert.

### Südbahn und Lloyd (Zeitschrift)
Von Januar 1912 bis Juli 1918 beteiligte sich der Lloyd als Miteigentümer an der Herausgabe der Zeitschrift Südbahn und Lloyd. Illustrierte Monatsschrift, deren Redaktion bei der Südbahn angesiedelt war. In dieser erschienen Beiträge zu den von der Südbahn durchschnittenen Landschaften, kleinere literarische Arbeiten und Beiträge zu tagesaktuellen Themen. In der Zeitschrift wurde durch verschiedenste Werbeeinträge unter anderem auf Reisen der Lloydschiffe, Reiseutensilien sowie Hotels an der Strecke der Südbahn, an der Adria und auch im übrigen, vor allem deutschsprachigen, Raum aufmerksam gemacht.

## Rezeption
In seinem Dokumentarfilm Das blieb vom Doppeladler: Österreichischer Lloyd, Lloyd Austriaco - Triester Schiffahrtsherrlichkeit einst und jetzt (Episode 5 von insgesamt 8) unternahm Ernst Trost 1989 einen 59-minütigen Streifzug durch die Geschichte der Reederei. Rudolf Klingohr machte den Lloyd 2019 zum Gegenstand des Dokumentarfilms Volle Kraft voraus: Auf allen Meeren der Kaiserzeit (Erster Teil des Dreiteilers Erfolge und Tragödien der K. u. K. Schifffahrt) unter Mitwirkung von Gregor Gatscher-Riedl, Elmar Samsinger und Gabriele Zuna-Kratky. Eine weitere, 45-minütige Episode thematisierte den Untergang der Linz.
Im Heft 87 „In Triest verschollen“ des Mosaik von Hannes Hegen von 1964 wurden der Lloyd als von Triest aus im Mittelmeer agierendes Reiseunternehmen und sein Direktor Karl Ludwig von Bruck um 1852 thematisiert.

## Bildergalerie

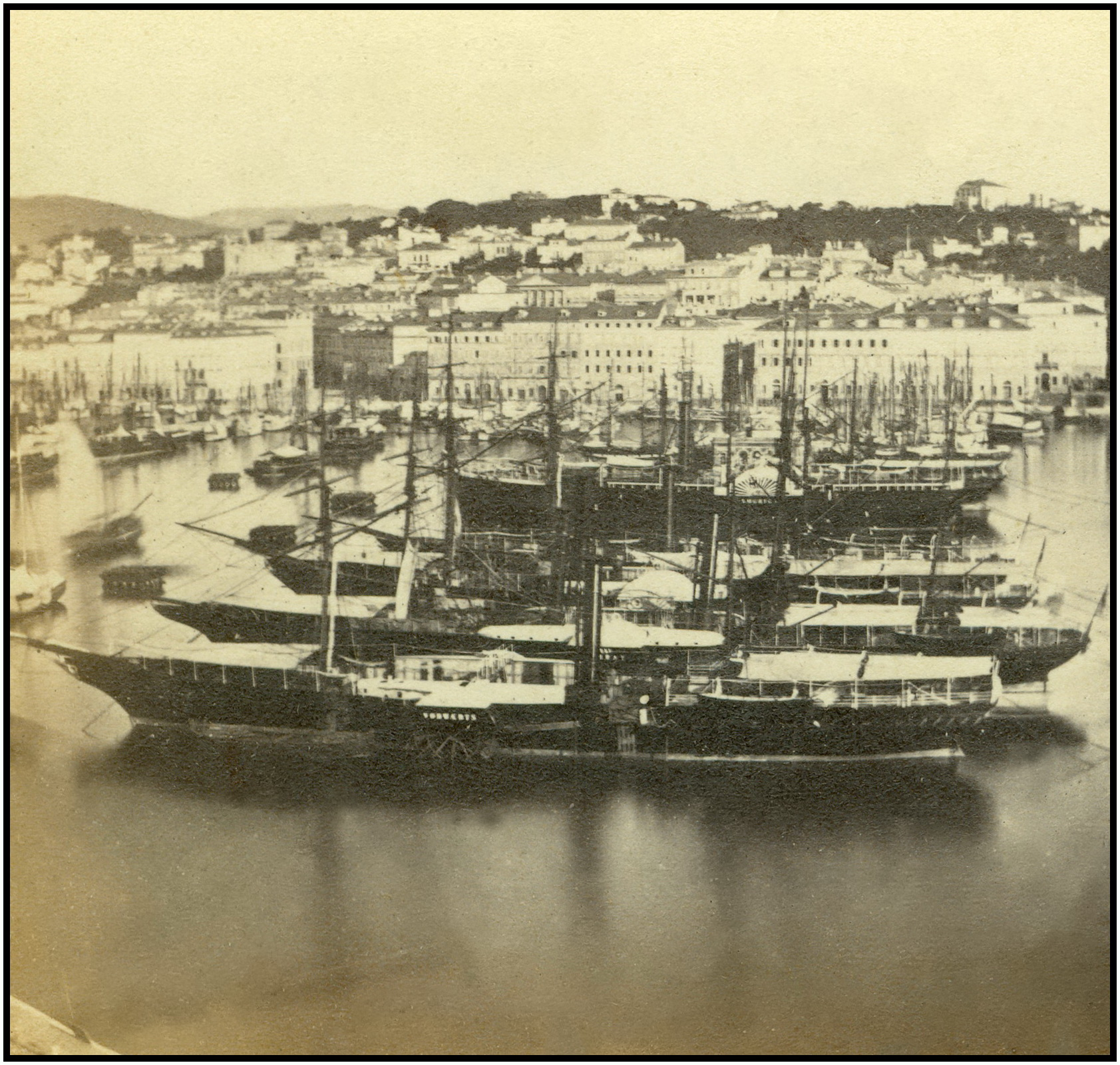
Raddampfer in der Frühzeit des Lloyd (um 1860)
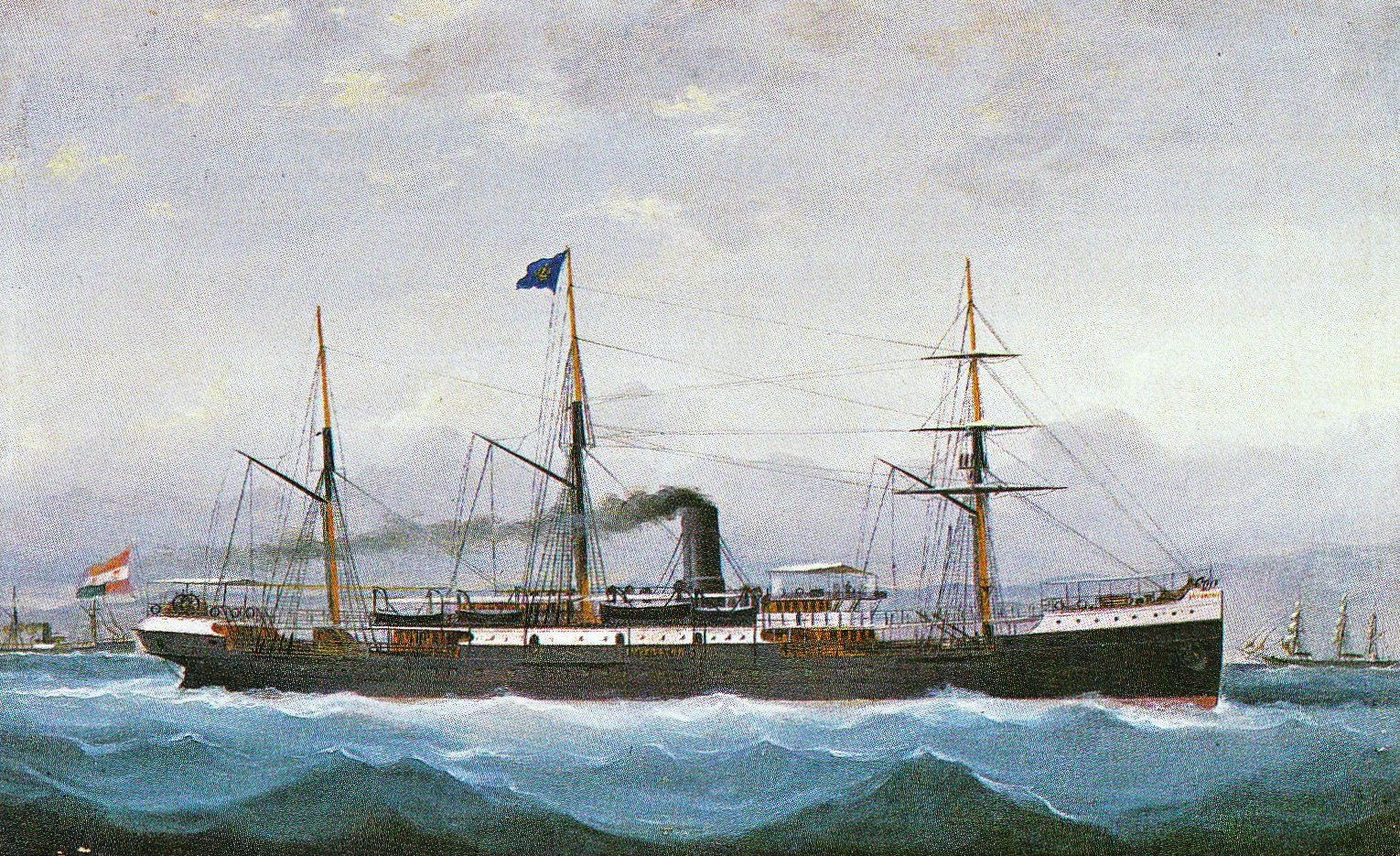
Dampfer Imperator (1886), bei Indienststellung größtes Schiff des ÖL
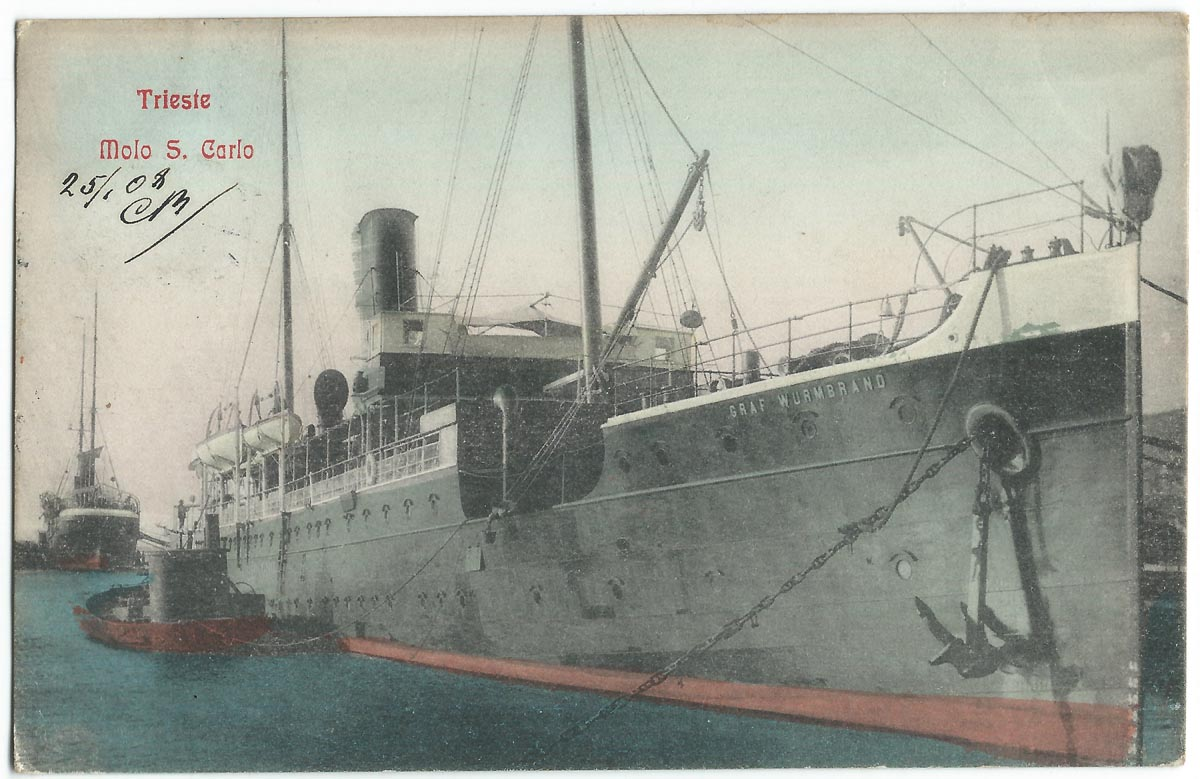
Dalmatien-Eildampfer Graf Wurmbrand (1895)
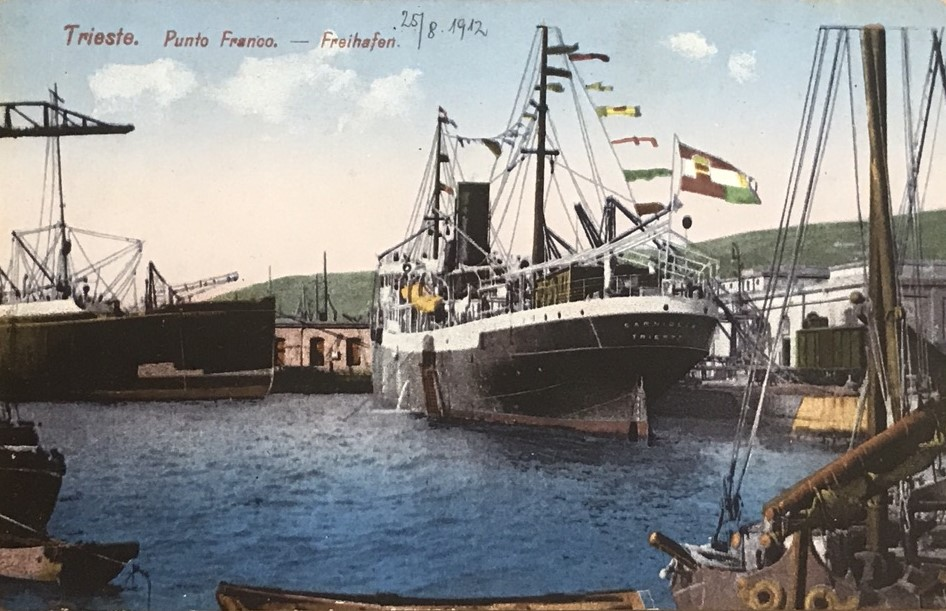
Dampfer Carniola (1900) mit Flaggenschmuck
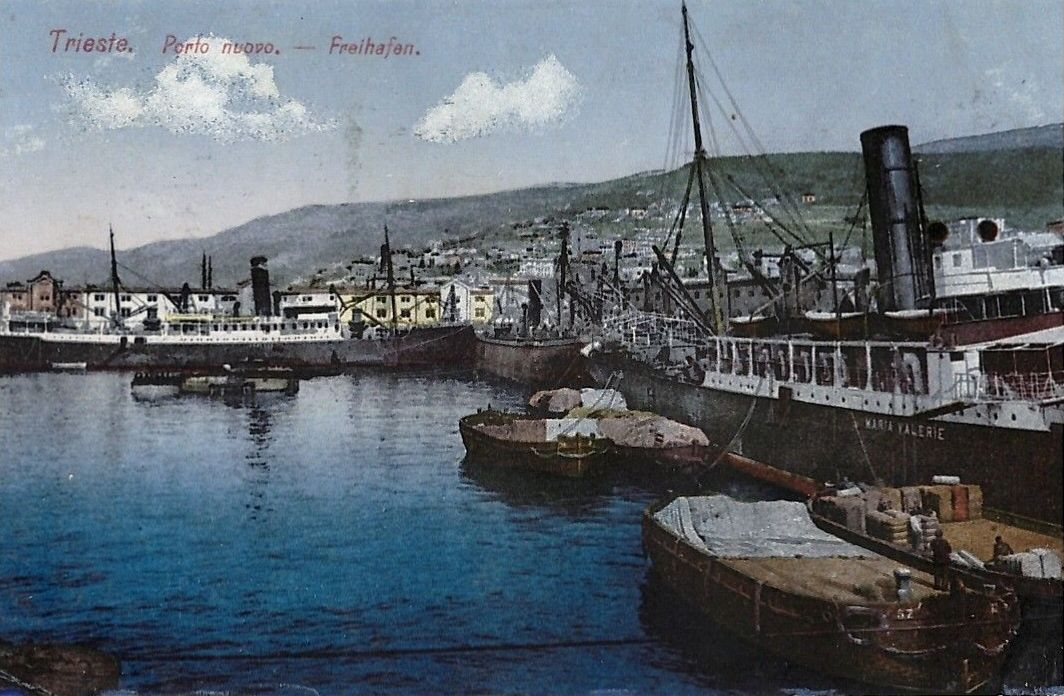
Schiffe des ÖL im Hafen von Triest (um 1905)
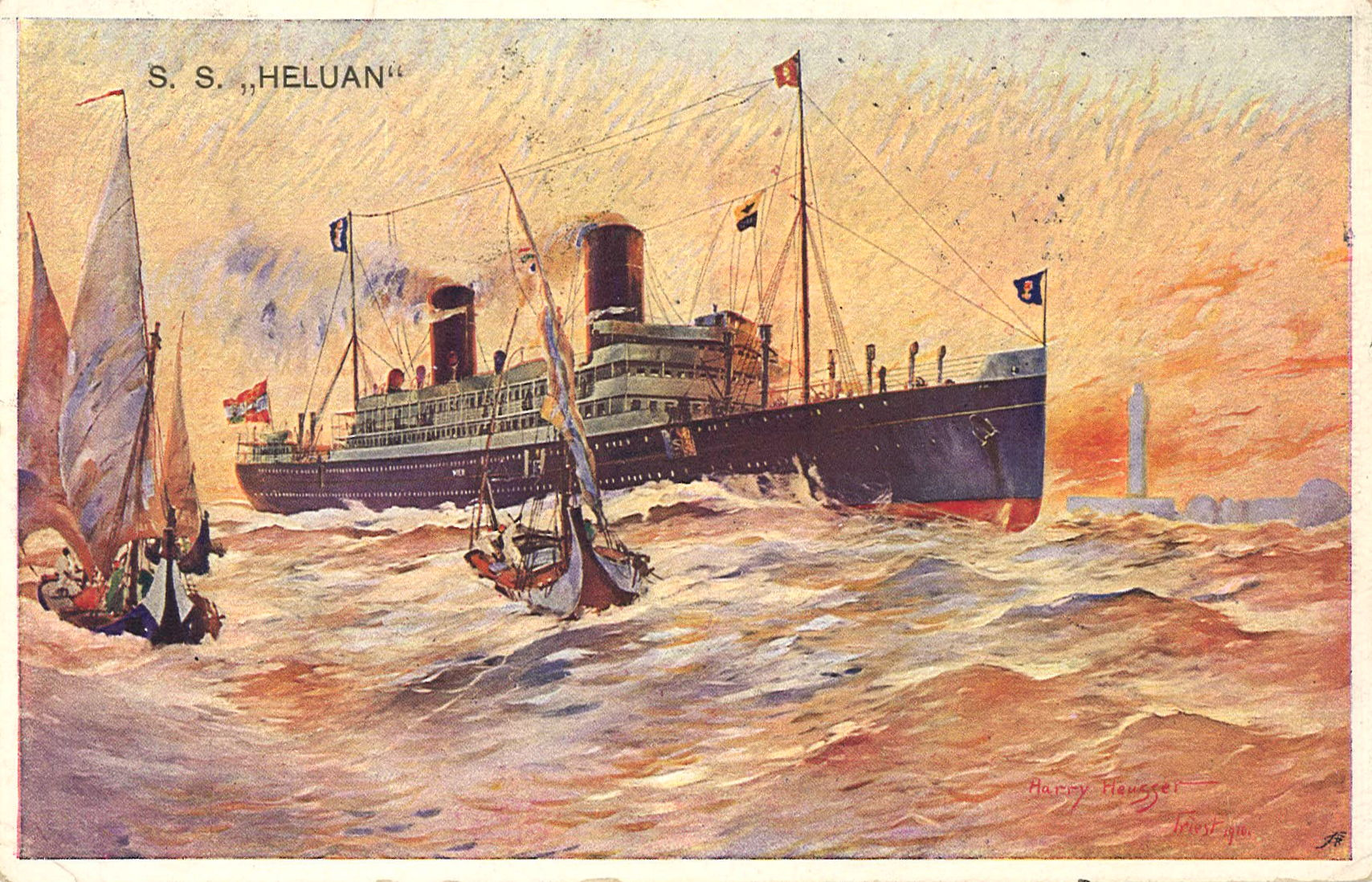
Dampfer Helouan (1911), Zeichnung von Harry Heusser